# Alberto Fernández
Alberto Ángel Fernández (Buenos Aires, 2 de abril de 1959) es un abogado, profesor universitario y político argentino que ejerció el cargo de presidente de la Nación Argentina desde el 10 de diciembre de 2019 hasta el 10 de diciembre de 2023 y el cargo de jefe de Gabinete de Ministros entre 2003 y 2008. Es miembro de la coalición política Unión por la Patria.
Graduado en abogacía en la Universidad de Buenos Aires en 1983, fue conjuez del juzgado federal de San Isidro e inició en la política de la mano del radical Alberto Asseff, llegando a ser presidente del ala juvenil del Partido Nacionalista Constitucional. Durante el gobierno de Raúl Alfonsín fue director de sumarios y subdirector general de Asuntos Jurídicos del Ministerio de Economía. Entre 1989 y 1995 fue superintendente de Seguros de la Nación. En 1996 fue funcionario del gobierno bonaerense de Eduardo Duhalde, primero como presidente de Gerenciar S.A. y luego como vicepresidente del Grupo Bapro, hasta 1999. Fue uno de los fundadores del Grupo Calafate, un think tank peronista del que fue coordinador, el cual apoyó las candidaturas presidenciales de Duhalde en 1999 y Néstor Kirchner en 2003. En 2000 fue elegido legislador de la ciudad de Buenos Aires por la alianza Encuentro por la Ciudad, del exministro de Economía Domingo Cavallo.
En las elecciones de 2003 fue jefe de campaña del peronista Néstor Kirchner, quien se consagró presidente como candidato del Frente para la Victoria. Fernández fue designado jefe de Gabinete, manteniéndose en el cargo durante todo el mandato presidencial. En las elecciones de 2007 volvió a triunfar el Frente para la Victoria con la candidatura de la peronista Cristina Fernández de Kirchner, que volvió a designarlo como jefe de Gabinete. Renunció siete meses después, en julio de 2008, tras el paro agropecuario patronal que duró 129 días. Hasta la fecha, ha sido la persona que más tiempo ha ocupado la jefatura de Gabinete de la Nación Argentina desde la instauración del cargo en 1995, con 5 años, 1 mes y 29 días.
Tras su renuncia mantuvo una postura crítica hacia el gobierno de Cristina Fernández, reivindicando el gobierno de Néstor Kirchner. En 2018, encabezó el sector del peronismo no kirchnerista que proponía una alianza con el kirchnerismo, como única forma de vencer al macrismo en las elecciones de 2019. El 18 de mayo de 2019, la expresidenta lo anunció como candidato a presidente de la Nación por el Frente de Todos para las elecciones presidenciales de 2019, con ella misma como compañera de fórmula, siendo electo en primera vuelta, con el 48,24 % de los sufragios, derrotando al presidente en ejercicio Mauricio Macri, quien buscaba la reelección.
Bajo el lema «poner a la Argentina de pie», Fernández asumió en un contexto inflacionario en torno al 60 % anual y de «virtual default», con dos crisis cambiarias en dos años. Su presidencia se basó en el intervencionismo, un «Estado presente» como regulador de la economía, con políticas como el congelamiento de tarifas de servicios públicos, la doble indemnización por despido, el control de precios de algunos productos, y el plan Argentina contra el hambre; la intervención de la Agencia Federal de Inteligencia y de la empresa cerealera Vicentín SAIC, la derogación de las jubilaciones de privilegio para jueces y diplomáticos, la quita de coparticipación de impuestos a la ciudad de Buenos Aires, y las negociaciones por la deuda externa con el Fondo Monetario Internacional contraída por el gobierno de Mauricio Macri. Logró la aprobación por parte del Congreso de la legalización del aborto y del impuesto extraordinario a las grandes riquezas, y la ley de Solidaridad Social y Reactivación Productiva, que otorgó facultades excepcionales al poder ejecutivo, incrementó los impuestos a las retenciones en las exportaciones, estableció un impuesto a la compra de dólares y suspendió la reforma previsional de 2017. En materia internacional, dio prioridad al fortalecimiento del Mercosur y la unidad latinoamericana, así como el cumplimiento del Acuerdo de París para enfrentar el cambio climático. En 2022 ejerció la presidencia pro tempore de la Comunidad de Estados Latinoamericanos y Caribeños.
Su gobierno estuvo marcado por la pandemia de covid-19, en la que fallecieron más de 130 000 ciudadanos. Al llegar al centenar de casos, decretó una cuarentena temprana en todo el territorio nacional, que se extendió por dos meses, bajo la idea de «privilegiar la salud por sobre la economía», que, sumado a las reuniones con gobernadores y referentes de la oposición como Axel Kicillof y Horacio Rodríguez Larreta, y la ayuda económica a las personas afectadas como el Ingreso Familiar de Emergencia y la Asistencia al Trabajo y la Producción, elevaron su aprobación hasta un 80 % en el mes de abril. Pero el cansancio de la población y el alza de casos hicieron que, a fin de año, tuviera un nivel de aprobación en torno al 50% y de rechazo del 47%. La extensión del aislamiento en el Área Metropolitana de Buenos Aires, sus comparaciones prematuras con otros países como Chile o Suecia, el incremento de la desocupación, junto a la caída del PBI interanual en un 11,8 % y el aumento de la pobreza hasta el 44,2 %, y los escándalos públicos de la organización del cumpleaños de la primera dama en la quinta presidencial de Olivos y de vacunaciones irregulares en el edificio del Ministerio de Salud, que ocasionaron la renuncia del ministro de Salud Ginés González García, provocaron la derrota de la coalición en las elecciones legislativas de medio término. 
Tras la derrota, nueve funcionarios pertenecientes al kirchnerismo pusieron a disposición su renuncia, y así inducir un cambio de gabinete económico: Fernández cambió seis carteras ministeriales, pero decidió la continuidad del ministro de Economía Martín Guzmán y del ministro de Desarrollo Productivo Matías Kulfas. En julio de 2022, tras cuestionamientos internos sobre la reducción del déficit fiscal como parte del acuerdo con el Fondo Monetario Internacional, ambos renunciaron, causando una crisis política dentro de la coalición, que provocó una crisis cambiaria. En ese contexto, asumió como nuevo ministro de Economía el presidente de la cámara de Diputados, Sergio Massa, en una cartera unificada con Agricultura y Desarrollo Productivo. En 2023 se produjo una fuerte escalada inflacionaria, registrándose tasas superiores al 12% mensual, las más elevadas desde 1991 producto de la mayor emisión monetaria desde el inició de la vigencia del Peso en 1992. El mal desempeño económico llevó al fracaso su política social «Argentina contra el Hambre», al haberse empeorado los niveles de pobreza e indigencia durante su gobierno. En este contexto, en el mes de abril Fernández anunció que no se postularía a la reelección a la presidencia en las elecciones presidenciales de 2023, prefiriendo terminar su mandato en diciembre de ese año.
Fernández terminó su mandato con elevados índices de desaprobación a su gestión e imagen negativa (alrededor del 80%), y su presidencia ha sido considerada, tanto de sectores dentro del peronismo como ajenos, como una de las peores de la historia argentina. El diario británico The Economist calificó a su presidencia de una «administración débil», debido al peso específico en la toma de decisiones de la vicepresidenta Cristina Fernández de Kirchner, dos veces presidenta y líder de la coalición, a quien el propio Fernández calificó como «fuente de consulta permanente»; lo cual le valió ser apodado como «títere», y ampliamente catalogado como un presidente «inútil» debido a su mala gestión.
Al finalizar su mandato, solicitó una licencia como presidente del Partido Justicialista, presentando su renuncia al cargo el 8 de agosto de 2024, haciéndose oficial el 14 de agosto del mismo año.
En marzo de 2024, fue denunciado públicamente por presuntos actos de corrupción. En agosto del mismo año, la ex primera dama Fabiola Yáñez lo denunció por violencia de género. En ese mismo mes, su imagen negativa ascendió a 92%, marcando un récord de imagen negativa para un expresidente desde la recuperación de la democracia.

## Biografía
Alberto Ángel Fernández nació en Buenos Aires el 2 de abril de 1959, hijo de Celia Pérez (f. 2019) y Alberto Oscar Pío Fernández (1915-1980), de profesión contador; su progenitor biológico, con quien tuvo escasa relación y lo abandonó cuando tenía cuatro años. A sus siete años su madre contrajo matrimonio con Carlos Pelagio Galíndez, riojano, quien fue juez de la Nación y a quien considera su verdadero padre. Según algunos medios de prensa, su abuelo adoptivo, Manuel Galíndez, fue legislador de La Rioja por la Unión Cívica Radical, información que medios riojanos han señalado como errónea.
Su infancia y adolescencia transcurrieron en los barrios de Villa del Parque, La Paternal, Villa Mitre y la actual Villa Santa Rita. Vivió cerca del estadio de la Asociación Atlética Argentinos Juniors, club de fútbol del cual es simpatizante. En ese barrio cursó cuarto y quinto grado de la escuela primaria (Escuela República de México) y terminó ese nivel en la Escuela Avelino Herrera.
Cursó el secundario en el Colegio Mariano Moreno, donde fue delegado de la Unión de Estudiantes Secundarios (UES), de tendencia peronista. En 1981 formó, con otros militantes, el Frente de Orientación Nacional, de tendencia forjista, que tras la guerra de Malvinas se fusionó con el Frente del Pueblo (FREPU), donde conoció a Jorge Argüello y Eduardo Valdés.
En 1983 se recibió de abogado en la Facultad de Derecho de la Universidad de Buenos Aires con un promedio de 7,80. En la misma institución fue profesor adjunto en la cátedra de Derecho Penal y Procesal Penal del doctor Esteban Righi (procurador General de la Nación desde 2004 hasta 2012). Desde 1985 es docente de la UBA, actualmente dicta la materia Teoría General del Delito y Sistema de la Pena.
Estuvo casado con Marcela Luchetti, de quien se divorció en 2005 y con quien tuvo un hijo, Estanislao Fernández Luchetti, nacido en 1994, conocido por ser un artista drag y cosplayer que usa el nombre artístico "Dyhzy". En 2021 Estanislao recibió su DNI no binario, con el nombre de Tani Fernández Luchetti. Desde 2014 hasta 2023, Alberto estuvo en pareja con la periodista y actriz Fabiola Yáñez.
Mientras estudiaba derecho, fue incentivado por su tío materno y fotógrafo personal de Juan Domingo Perón, Antonio Pérez, para incorporarse al Partido Nacionalista Constitucional, fundado por Alberto Asseff en 1982, donde tuvo una participación muy activa en la rama juvenil de dicho partido como orador y creador del afiche de campaña para las elecciones, siendo elegido presidente de la juventud en 1983. No obstante, ese mismo año se afilió al Partido Justicialista. 
Durante la década de 1980, Fernández se desempeñó como empleado del Juzgado de Instrucción N.º 12 y del N.º 26. En 1981, pidió el pase a la Justicia federal y fue relator de los camaristas Ramón Montoya y Fernando Mántaras. Posteriormente fue conjuez del Juzgado Federal de San Isidro, en ese entonces a cargo del juez Alberto Piotti. Este juzgado tuvo a su cargo el caso Puccio, una familia de San Isidro que, entre 1982 y 1985, asesinó a tres personas y mantuvo cautiva a una cuarta. Los imputados no tenían abogados, por lo cual conforme al código de procedimientos, el Estado les proporcionó, mediante sorteo, uno entre los conjueces. Fernández fue elegido así defensor oficial, hasta la designación de su propio abogado, de Guillermo Fernández Laborde, amigo de la familia Puccio quien admitió haber asesinado a dos de las víctimas.

### Afición artística
Alberto Fernández tiene una afición artística, ligada principalmente a la ejecución de la guitarra acústica y eléctrica, el canto y la composición de canciones, dentro del género del llamado rock nacional argentino. A los catorce años de edad sus amigos Carlos López y Daniel Paz lo incentivaron a estudiar guitarra con el cantante Litto Nebbia, con quien entabló una amistad, llegando a componer canciones y a tocar en boliches como El Corralón, en el barrio de Balvanera.
Refiriéndose a la importancia del rock en su vida, Fernández ha dicho que “Soy un hijo del rock nacional” y que “Siento que, en mí, influyeron más Bob Dylan, Joan Baez, Luis Alberto Spinetta, Litto Nebbia o Walt Whitman con sus poesías que el propio Juan Domingo Perón”.
Antes de 2019, dos canciones de Fernández, «El sueño del piano», dedicada a Litto Nebbia, y «Contracara», fueron grabadas profesionalmente por Daniel López en su álbum El sueño del piano (2006).

Y no dejes que este tiempo sea tu dueño
Cuando el fantasma del dolor ronda el lugar
Que se caigan los que siembran la miseria
Pero que no calle el canto del juglar.

Y cuéntanos que dice el viento a esta hora
Si la lluvia nos va permitir volar
Y cuéntanos cuántas ganas te han quedado
De encontrar la balsa para ir a naufragar.
"El sueño del piano", Alberto Fernández.

Asimismo, la banda Super Ratones lo contó como músico invitado en el álbum Super Ratones (2008), tocando la guitarra en el tema "El último verano".
El diario UNO Entre Ríos publicó una nota sobre la veta artística de Fernández, que incluye la interpretación (guitarra y segunda voz) del tema «Madre escúchame» de Litto Nebbia en el Café Monserrat, junto a Daniel López.

## Inicios en política

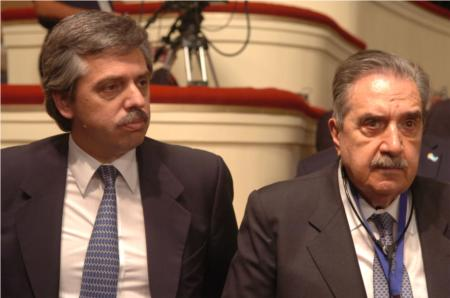
Alberto Fernández, entonces jefe de Gabinete, junto al expresidente Raúl Alfonsín en la Cumbre de las Américas de Mar del Plata, noviembre de 2005. Veinte años antes, durante la presidencia de Alfonsín, Fernández fue subdirector de Asuntos Jurídicos en el Ministerio de Economía.

En 1985, durante el gobierno de Raúl Alfonsín fue designado subdirector general de Asuntos Jurídicos del Ministerio de Economía, bajo la gestión de Juan Vital Sourrouille. Se desempeñó como asesor del Concejo Deliberante de la Ciudad de Buenos Aires y de la Cámara de Diputados de la Nación Argentina. Durante este periodo participó del ala ortodoxa del Partido Justicialista, organizada por José Manuel de la Sota y Antonio Cafiero, la cual perdería las elecciones internas de 1988 ante Carlos Menem.
En 1989, bajo la presidencia de Carlos Menem, fue designado superintendente de Seguros de la Nación, cargo ejercido hasta 1995, seis meses antes de la renuncia del ministro de Economía Domingo Cavallo. Durante este periodo fue presidente de la Asociación de Superintendentes de Seguros de América Latina entre 1989 y 1992, cofundador de la Asociación Internacional de Supervisores de Seguros, negociador por Argentina en la Ronda Uruguay del GATT y en el Grupo de Servicios Financieros del MERCOSUR, y experto en Seguros del ALADI. 
En 1996 bajo la gobernación de Eduardo Duhalde, fue designado presidente de "Gerenciar Proyectos y Administración Sociedad Anónima", una compañía dependiente del Banco Provincia de Buenos Aires que ofrecía servicios de transparencia en los negocios. En 1997 esta y otras empresas cuyo accionista era el Banco Provincia, se organizaron en un holding, el Grupo Bapro, siendo su primer presidente el extitular del banco Rodolfo Frigeri. Fernández ejerció entre el 11 de diciembre de 1997 y el 22 de diciembre de 1999 como vicepresidente, y hasta su renuncia el 1 de julio de 2000 como uno de los directores.
En 1998 fue designado tesorero de la campaña presidencial de Eduardo Duhalde para las elecciones de 1999, en las cuales fue ganador el candidato de la Alianza, Fernando de la Rúa. Durante ese periodo fue uno de los fundadores y coordinador del Grupo Calafate, junto a Duhalde, José Octavio Bordón, Cristina Fernández de Kirchner, Esteban Righi, Eduardo Valdés, Carlos Tomada, Mario Cámpora y Julio Bárbaro, entre otros, un think tank peronista del ala progresista del partido, que estaba en contra del intento de "re-reelección" y las políticas neoliberales del entonces presidente Carlos Menem. Este grupo apoyó primero la candidatura presidencial de Eduardo Duhalde y luego la del gobernador de Santa Cruz Néstor Kirchner, quien lo designó jefe de campaña. Fernández y Kirchner se habían conocido con anterioridad, en 1998 por medio de un amigo en común, Eduardo Valdés.
Al año siguiente fue designado director del Programa de Transparencia en las organizaciones Públicas y Privadas de la Universidad de Buenos Aires.
En 1999 fue precandidato a vicejefe de Gobierno, secundando a Jorge Argüello, en ese entonces legislador porteño, perdiendo la candidatura del Partido Justicialista frente al exministro de Justicia Raúl Granillo Ocampo. Posteriormente con dirigentes del PJ porteño como Alberto Iribarne y Julio Vitobello creó la agrupación "Peronismo que suma", el ala no menemista del partido, que se aliaría con el exministro de Economía Domingo Cavallo. En las elecciones porteñas de 2000 fue elegido legislador de la Ciudad de Buenos Aires por la alianza Encuentro por la Ciudad, liderada por Domingo Cavallo como candidato a jefe de Gobierno, quien salió segundo con el 33,20 % de los votos, ocupando el undécimo lugar de la lista.

## Jefe de Gabinete de Ministros

### Mandato de Néstor Kirchner (2003-2007)

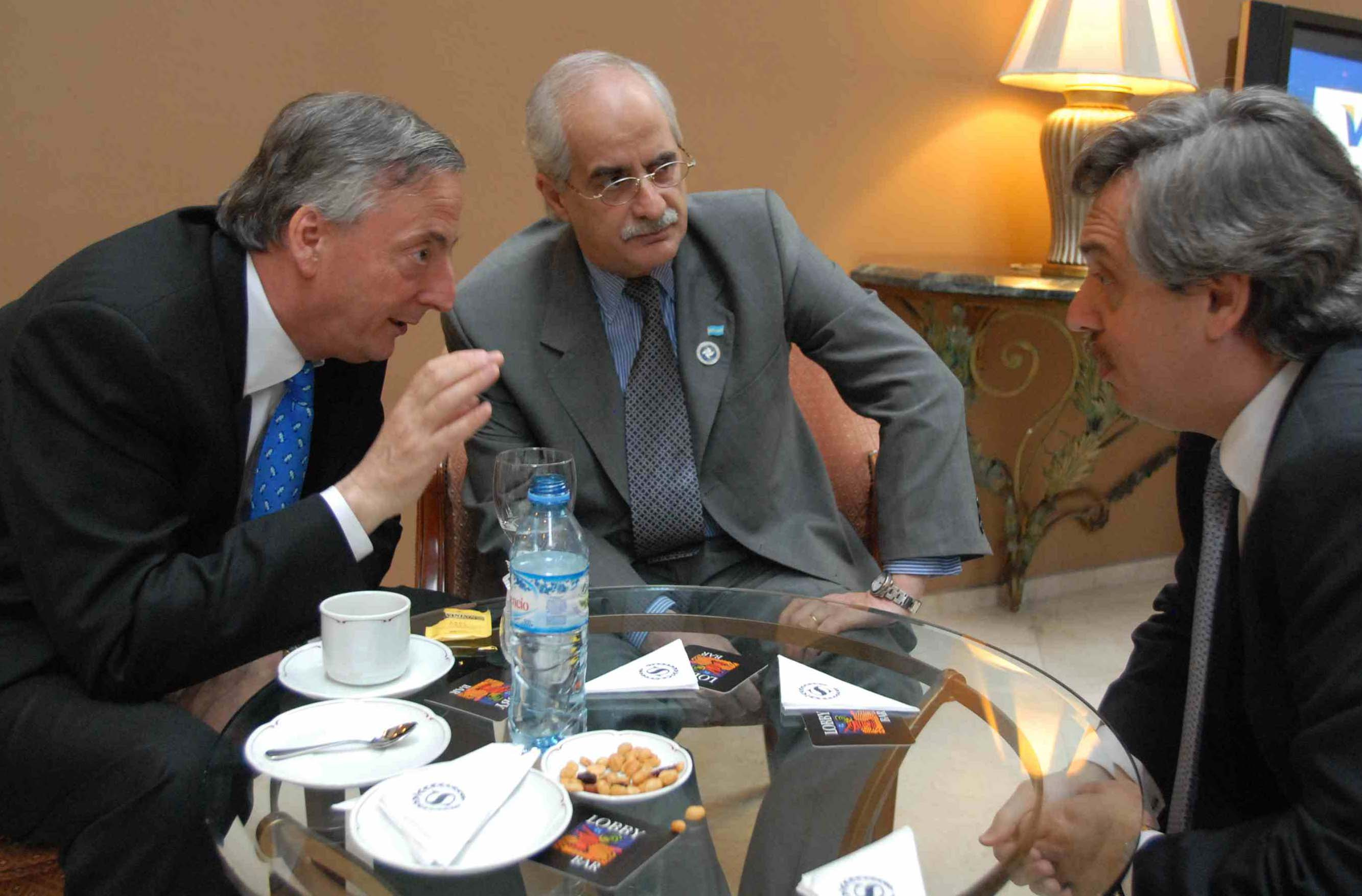
El presidente Néstor Kirchner junto al ministro de Relaciones Exteriores Jorge Taiana y al jefe de Gabinete, Alberto Fernández en 2007.

Al asumir Néstor Kirchner la presidencia de la Nación el 25 de mayo de 2003, Fernández fue convocado como jefe de Gabinete y su banca en la Legislatura porteña quedó para la actriz Elena Cruz, quien apoyaba con sus declaraciones al autodenominado Proceso de Reorganización Nacional.
Su vicejefe de Gabinete fue el extitular de la Casa de la Moneda, Juan Carlos Pezoa. El presidente Kirchner traspasó la secretaría de Medios a la Jefatura de Gabinete, cuyo titular fue el publicista Enrique Albistur. Una de las primeras medidas del gobierno de Kirchner fue la remoción de la cúpula de las Fuerzas Armadas mediante el retiro del 75 % de la conducción y de la Policía Federal Argentina, Fernández explicó la decisión como un intento de «recambio generacional» en las mismas. Otra de las iniciativas del nuevo presidente fue solicitar al Congreso Nacional el juicio político de miembros de la Corte Suprema, en especial su entonces presidente, Julio Nazareno. Al respecto Fernández declaró que el mismo "está acostumbrado a un método que dice que puede condicionar sentencias en tanto y en cuanto garanticen impunidad". Nazareno renunció de que la cámara de Diputados votara el pedido de juicio político y fue reemplazado por Eugenio Zaffaroni.
En abril de 2003 la ciudad de Santa Fe pasó por una inundación tras el desborde del río Salado lo que provocó la evacuación de 150 000 personas. Fernández realizó una reunión de gabinete donde se decidió otorgar subsidios y aumentar a 300 pesos argentinos las jubilaciones y pensiones de los damnificados. En política exterior, Fernández afirmó que «la política exterior argentina debe ser abierta a todo el mundo y tener como epicentro a Brasil» y se reunió con el entonces presidente del Fondo Monetario Internacional Horst Köhler manifestando que «la Argentina cumplió en exceso los objetivos que se ha propuesto y que le pidió el FMI».
El 25 de junio de 2003 dio su primer informe de gestión ante el Congreso, en este caso ante la cámara de Senadores, solicitando «un trabajo conjunto entre el Gobierno y el Parlamento» para «construir un estado inteligente».
El 17 de octubre de 2003 la diputada Elisa Carrió denunció que el Gobierno ejercía «presión sobre la prensa» para evitar la emisión de un informe en el programa de Jorge Lanata, Día D, sobre supuestas irregularidades en el PAMI. Fernández rechazó dicha acusación.
El 14 de noviembre de 2003, el Congreso aprobó el presupuesto 2004, en el que se incluyó otorgar poderes al jefe de Gabinete para reestructurar partidas presupuestarias sin estar sujeto a la ley de Administración Financiera del Estado. El 20 de noviembre, Fernández junto al ministro de Planificación Federal, Julio De Vido, anunció la rescisión del contrato de concesión del Correo Argentino al grupo Macri por incumplimientos de pagos al Estado nacional y a acreedores privados.
En abril de 2004, debido a la escasez de gas natural, el Gobierno argentino firmó un convenio con Bolivia para importar gas a cambio de suspender la exportación de gas a terceros países, entre ellos Chile. El presidente de Chile, Ricardo Lagos, criticó la decisión. Fernández respondió a las críticas mencionando que «hay mucha confusión en el gobierno de Chile. Para venderle gas a Chile, la ley argentina dice que primero se debe satisfacer la demanda interna y esto no está ocurriendo». Finalmente el Gobierno argentino presentó un plan para ampliar la capacidad de transporte y distribución de gas natural, finalizar la ampliación de la central nuclear Atucha II, y la creación de la empresa estatal ENARSA.

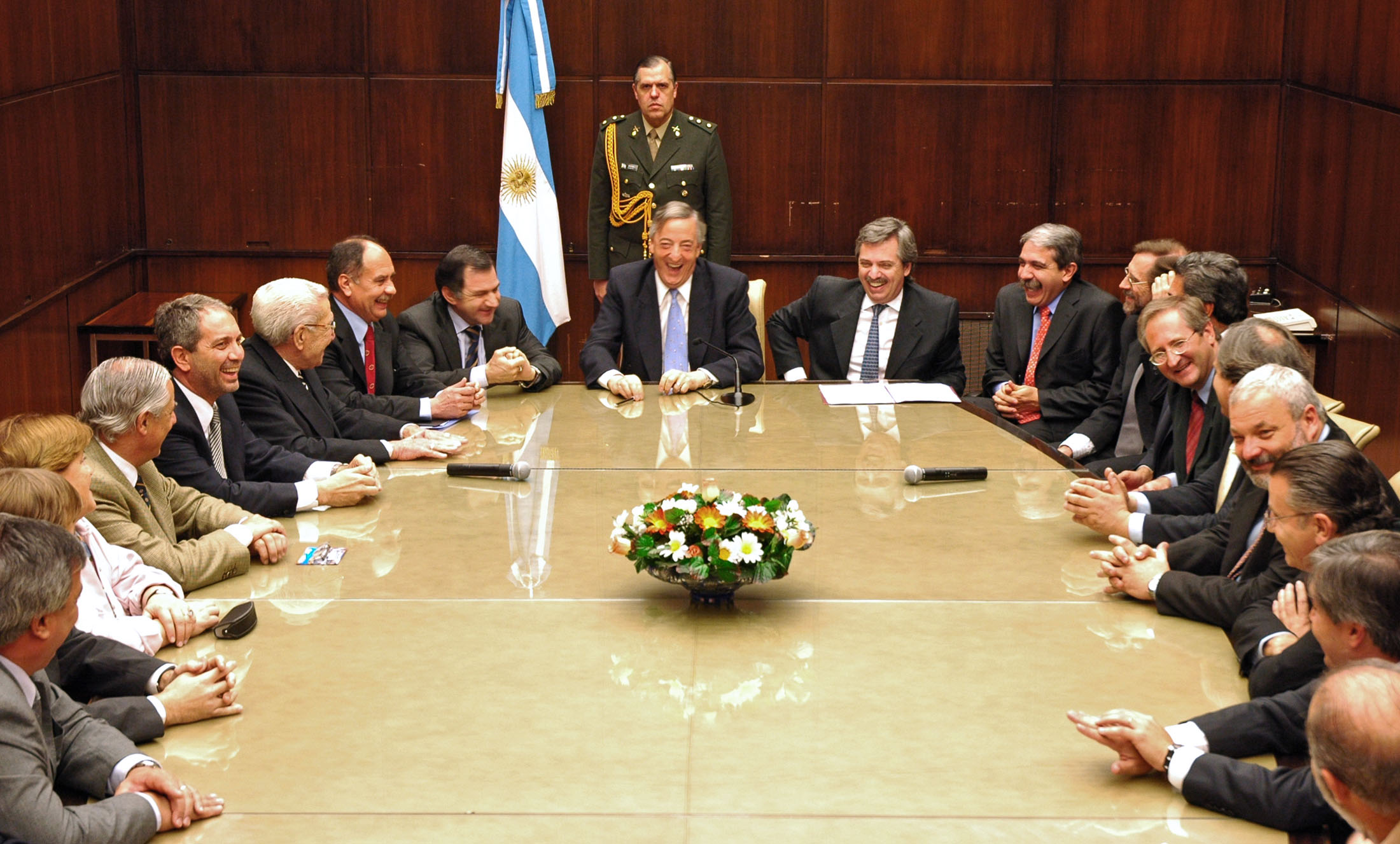
El presidente Néstor Kirchner junto al jefe de Gabinete Alberto Fernández, y al ministro del Interior Aníbal Fernández, durante una reunión con intendentes de municipios de la provincia de Buenos Aires, 11 de septiembre de 2006.

En mayo de 2004 la producción del canal estatal de televisión, Canal 7, sacó de su programación a los programas Los siete locos y El refugio de la cultura, conducidos respectivamente por Cristina Mucci y Osvaldo Quiroga. Tras la polémica, Fernández aceptó que fue una equivocación y garantizó que ambos ciclos volverían al aire. Además afirmó que «la cultura es un tema que preocupa y mucho» al gobierno.
En la noche del 25 de junio de 2004, el piquetero Martín Oso Cisneros, del comedor Los Pibes del barrio porteño de La Boca, fue asesinado por un delincuente en el frente de su casa. En forma de protesta piqueteros de la federación de Tierra y Vivienda, dirigida por Luis D'Elía, tomaron la comisaría 24 de La Boca de la Policía Federal. El Gobierno de Kirchner se caracterizó por la no intervención de la Policía en la protestas sociales debido al antecedente de la masacre de Avellaneda en 2002. Ante la crecida de la protesta social, Fernández dijo «vivimos en un país donde los gobiernos y los gobernantes fueron sistemáticamente acusados de reprimir. Ahora resulta que se recuperó la comisaría y se restableció el orden sin represión de por medio y somos acusados por esto». El 16 de julio piqueteros atacaron con fuego, palos y piedras la Legislatura porteña contra la reforma del Código de Convivencia de la ciudad sin que la policía tomara intervención. Para Fernández fueron obra de «grupos de ultraizquierda que le dan argumentos a la derecha que reclama represión». El 23 de julio, el ministro de Justicia Gustavo Béliz denunció que había mafias que quieren forzar su salida y acusó a la Secretaría de Inteligencia del Estado (SIDE) por maniobras ilegales y corrupción en sus operaciones. Ante estos hechos, el presidente Kirchner decidió apartar de sus cargos al ministro de Justicia Gustavo Béliz y al jefe de la Policía Federal Eduardo Prados, luego de que se comprobara que había policías con armas el día de las protestas en la Legislatura.
El 28 de julio de 2004, Nicolás Garnil, de 17 años, fue secuestrado mientras iba a una misa junto a su madre, María Susana, en la localidad de Beccar. Garnil fue liberado luego de 20 días tras el pago de 65 000 pesos argentinos en la localidad de Garín. Tras la liberación, Susana Garnil escribió una carta pública en donde culpa al presidente Kirchner por el aumento de la inseguridad y reclama medidas. Fernández replicó las críticas afirmando que «no me parecen felices. Forma parte de la Argentina que descubre el dolor cuando le toca». La oposición cuestionó los dichos de Fernández calificandolos de burla y demuestra la falta de sensibilidad ante un tema que no puede resolver. Finalmente Kirchner traspasó la secretaría de Seguridad Interior al ámbito del ministerio del Interior.

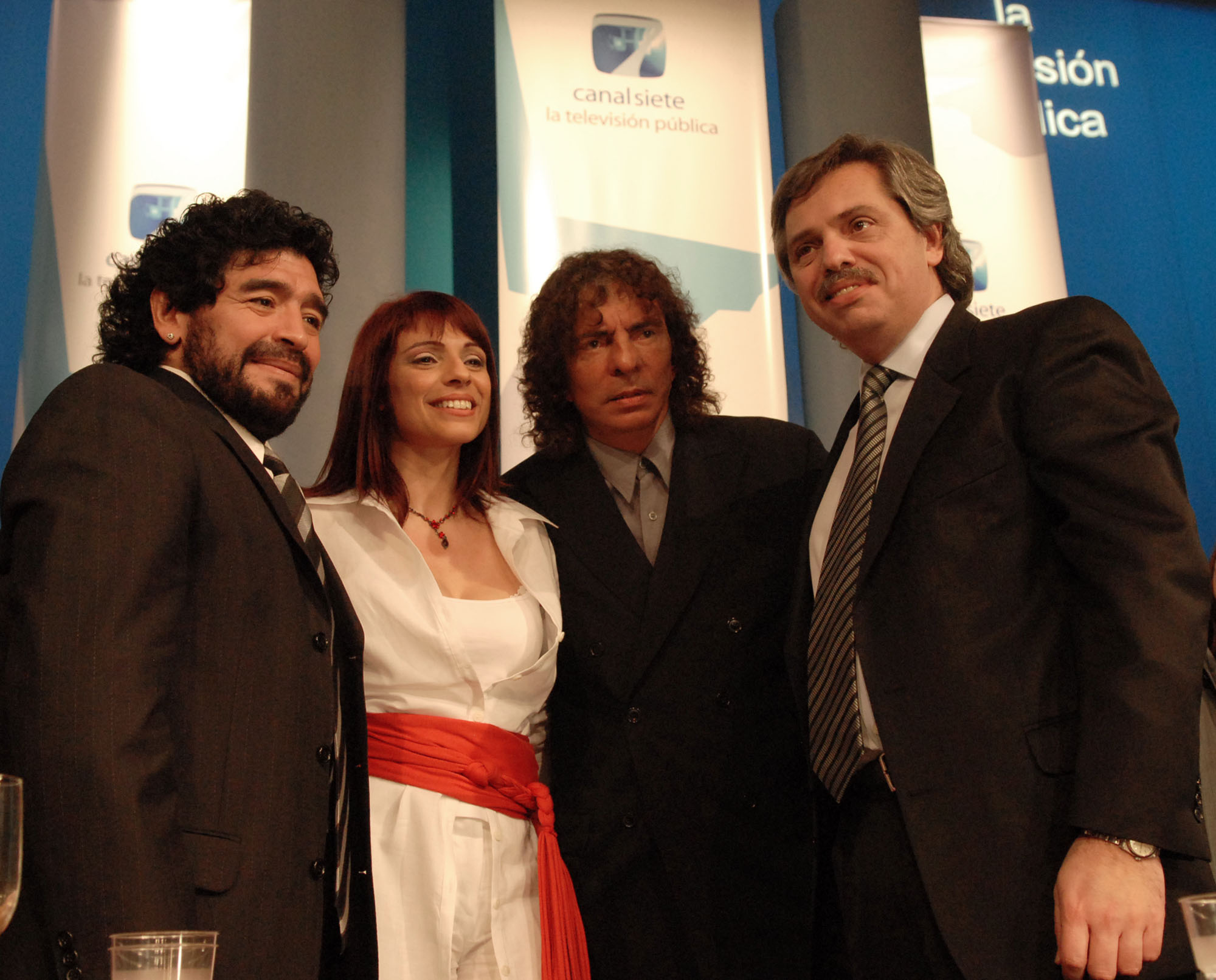
Diego Maradona, Rosario Lufrano, Alejandro Dolina y Alberto Fernández en la presentación de la nueva programación de Canal 7 en 2006.

El 12 de diciembre de 2004, Fernández viajó con la senadora y primera dama Cristina Fernández de Kirchner hacia España para entrevistarse con el presidente del Gobierno José Luis Rodríguez Zapatero y así respaldar a la argentina frente al FMI y la renegociación de la deuda privada en default. Ante la idea de cancelar la totalidad de la deuda con el FMI, Fernández defendió la iniciativa y señaló que «ha habido una decisión muy clara de ir bajando nuestra deuda con los organismos internacionales y no hacerlo de modo irresponsable». El 3 de marzo de 2005, el ministro de Economía Roberto Lavagna anunció que Argentina obtuvo un 76,07 % de adhesión a la reestructuración de la deuda. Fernández afirmó que la Argentina está ante «una nueva oportunidad» y que es una prueba de que se puede salir de situaciones críticas.
El 23 de febrero de 2005 la empresa Southern Winds, propietaria de LAFSA (Líneas Aéreas Federales S.A.), fue acusada de tráfico de drogas que comprometió a Martín Varsavsky, funcionarios de la compañía y a la cúpula de la Fuerza Aérea Argentina encabezada por el Brigadier General Carlos Alberto Rohde. Ante esta situación el estado argentino no renovó el acuerdo SW-LAFSA a su vencimiento en marzo de 2005. Fernández cuestionó a la oposición de «querer involucrar al gobierno nacional en este hecho es un verdadero despropósito» y afirmó que el Gobierno «no tenía conocimiento de lo que pasaba».
El 17 de abril de 2005, Fernández fue elegido presidente del Partido Justicialista de la Ciudad de Buenos Aires, por lo cual se especuló en una posible candidatura a jefe de Gobierno en 2007.

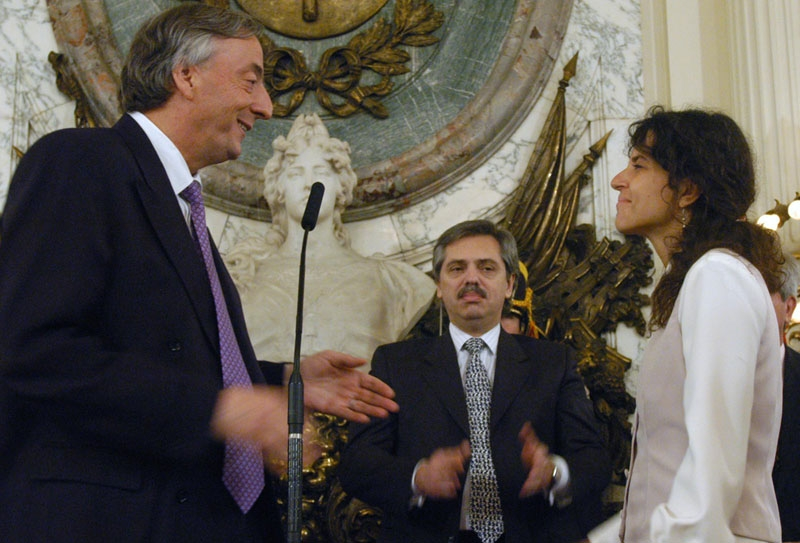
El presidente Néstor Kirchner, frente al jefe de Gabinete Alberto Fernández, toma juramento a Romina Picolotti como secretaria de Ambiente el 10 de julio de 2006.

El 10 de julio de 2006, el presidente Néstor Kirchner traspasó la secretaría de Medio Ambiente y la secretaría de Deportes al ámbito de la jefatura de Gabinete.
El 31 de enero de 2007 la ministra de Economía Felisa Miceli desplazó de sus funciones en el Instituto Nacional de Estadística y Censos (INDEC) a Clyde Trabuchi, directora de Estadísticas, y a Graciela Bevacqua, directora de Índices de Precios al Consumo y a cargo de la medición de la inflación. La oposición tomó al hecho como una intervención al organismo y denunció presiones a Bevacqua para que modifique el índice de la inflación. Fernández atribuyó las críticas a «maniobras políticas» y que «fue manipulada en su presentación por (el diario) Clarín». La inflación de enero de 2007 fue del 1,1 % según el INDEC, mientras que mediciones privadas calcularon un aumento del 2,1 %. Economistas como Abel Viglione, de la Fundación de Investigaciones Económicas Latinoamericanas (FIEL), el diputado Claudio Lozano, y Camilo Tiscornia, de Castiglioni y Tiscornia, coincidieron en hubo modificaciones en el método para medir la inflación.

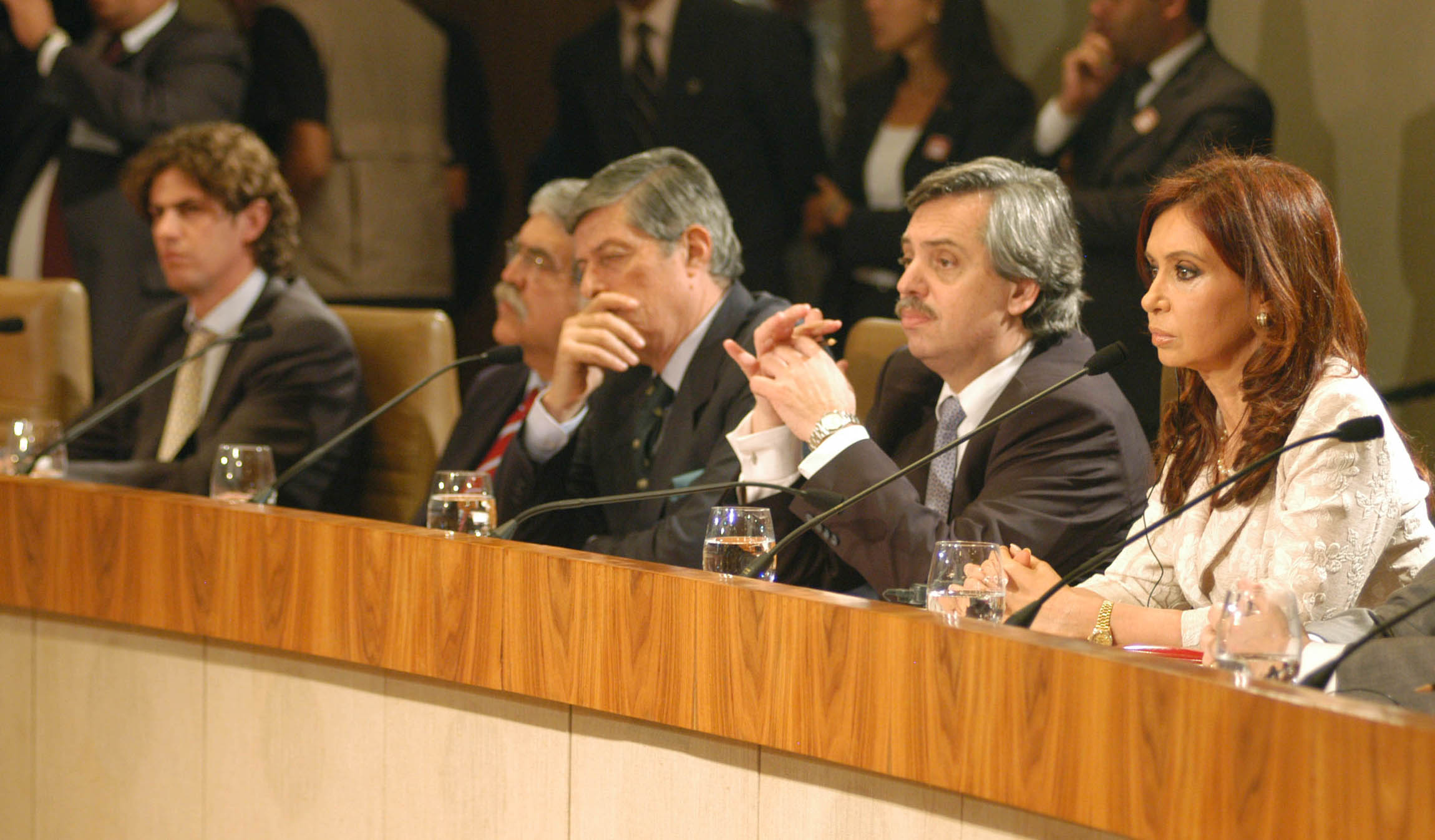
La presidenta electa Cristina Fernández de Kirchner, el jefe de gabinete Alberto Fernández, el ministro de Planificación Federal Julio de Vido y el futuro ministro de Economía Martín Lousteau en una reunión de Gabinete durante la transición presidencial de 2007.

El 10 de julio de 2007 la secretaria de Ambiente Romina Picolotti fue denunciada por el diputado nacional del ARI Adrián Pérez de «malversación de bienes públicos y defraudación» al estado nacional tras una investigación publicada en un artículo del diario Clarín del periodista Claudio Savoia por manejos irregulares en la contratación de personal y en la administración del presupuesto, específicamente en «contratar a familiares y amigos con sueldos mayores a 8000 pesos argentinos mensuales, desviar fondos a la fundación ArgenInta y viajar en aviones privados». Ante las acusaciones, Fernández dijo que Picolotti es una «funcionaria honesta y de bien», y si hay irregularidades será «el primero en tomar medidas». Al día siguiente, Picolotti presentó un informe de gestión ante Fernández. Luego Fernández brindó una conferencia de prensa junto a Picolotti donde aseguró que «todas las barbaridades que se dijeron son falsas» y afirmó que «son una clara operación política». Sostuvo que «del total de 306 nuevos contratados en la gestión, el 78 por ciento tiene formación universitaria» y justificó los nombramientos del hermano de la funcionaria, Juan Picolotti, como jefe de Gabinete de la secretaría, y de la prima hermana de Picolotti, Valeria Yaryez, como coordinadora social de la cuenca Matanza-Riachuelo, en que cuentan con experiencia en el área ambiental. Respecto de los salarios, señaló que no se registran sueldos de 12 000 pesos ni de 25 000 pesos. Sobre los viajes en aviones privados, Fernández dijo que Picolotti nunca utilizó estos servicios, y defendió la derivación de fondos presupuestarios a la fundación ArgenInta al ser «controlada por la Sindicatura General de la Nacion y por la Auditoría General de la Nación ninguno de los dos organismos ha formulado observaciones».

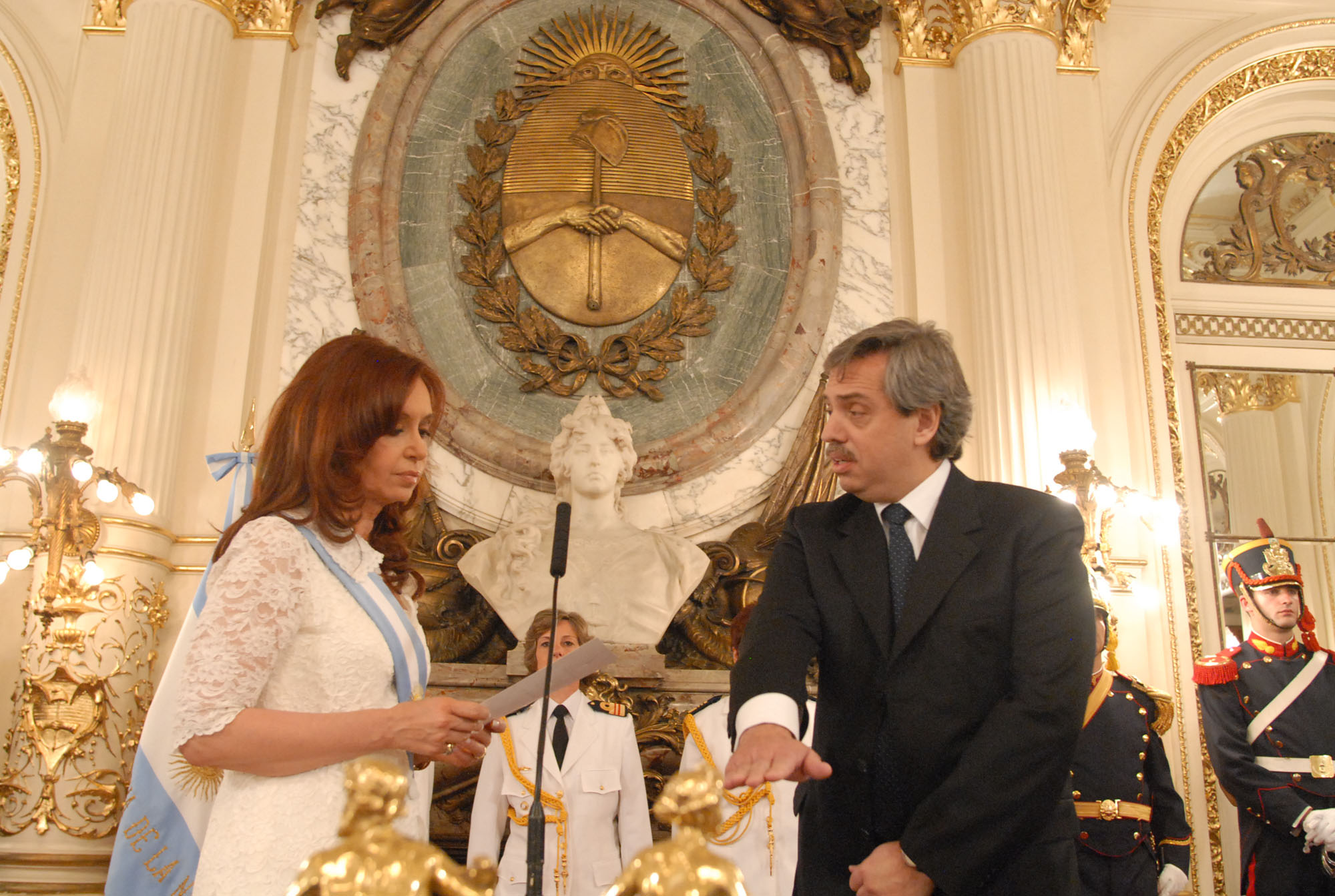
El jefe de Gabinete Alberto Fernández presta su juramento ante la presidenta Cristina Fernández de Kirchner, el 10 de diciembre de 2007.

Posteriormente calificó al artículo de Savoia de estar lleno de «imbecilidades» y de ser una «pseudo investigación» el trabajo y un «pseudo periodista» su autor. La Auditoría General de la Nación aclaró que no avaló las contrataciones porque todavía no ha aprobado ningún informe. La Asociación de Empresas Periodísticas Argentinas (ADEPA) brindó un comunicado donde rechazó las palabras de Fernández contra Savoia mientras que el Foro de Periodismo Argentino (Fopea) publicó una solicitada pública a Fernández en la que reclama una «inmediata retractación y un pedido de disculpas» a Savoia. En diciembre de 2008 Romina Picolotti renunció a la secretaría de Ambiente. En agosto de 2014 la jueza María Servini de Cubría procesó a Picolotti por "administración fraudulenta" y fue embargada por 450 000 pesos argentinos. Fernández afirmó que «no conocía el manejo de la caja chica» de la secretaría y que Picolotti «debe rendir cuentas por los actos».
El 13 de julio de 2007 Fernández fue designado director titular en representación del Estado en el directorio de Papel Prensa Sociedad Anónima, encargada de la producción de papel para diarios. El 16 de julio Fernández designó a Jorge Rivas, presidente del Partido Socialista de la Provincia de Buenos Aires, como vicejefe de Gabinete.

### Mandato de Cristina Fernández de Kirchner (2007-2008)

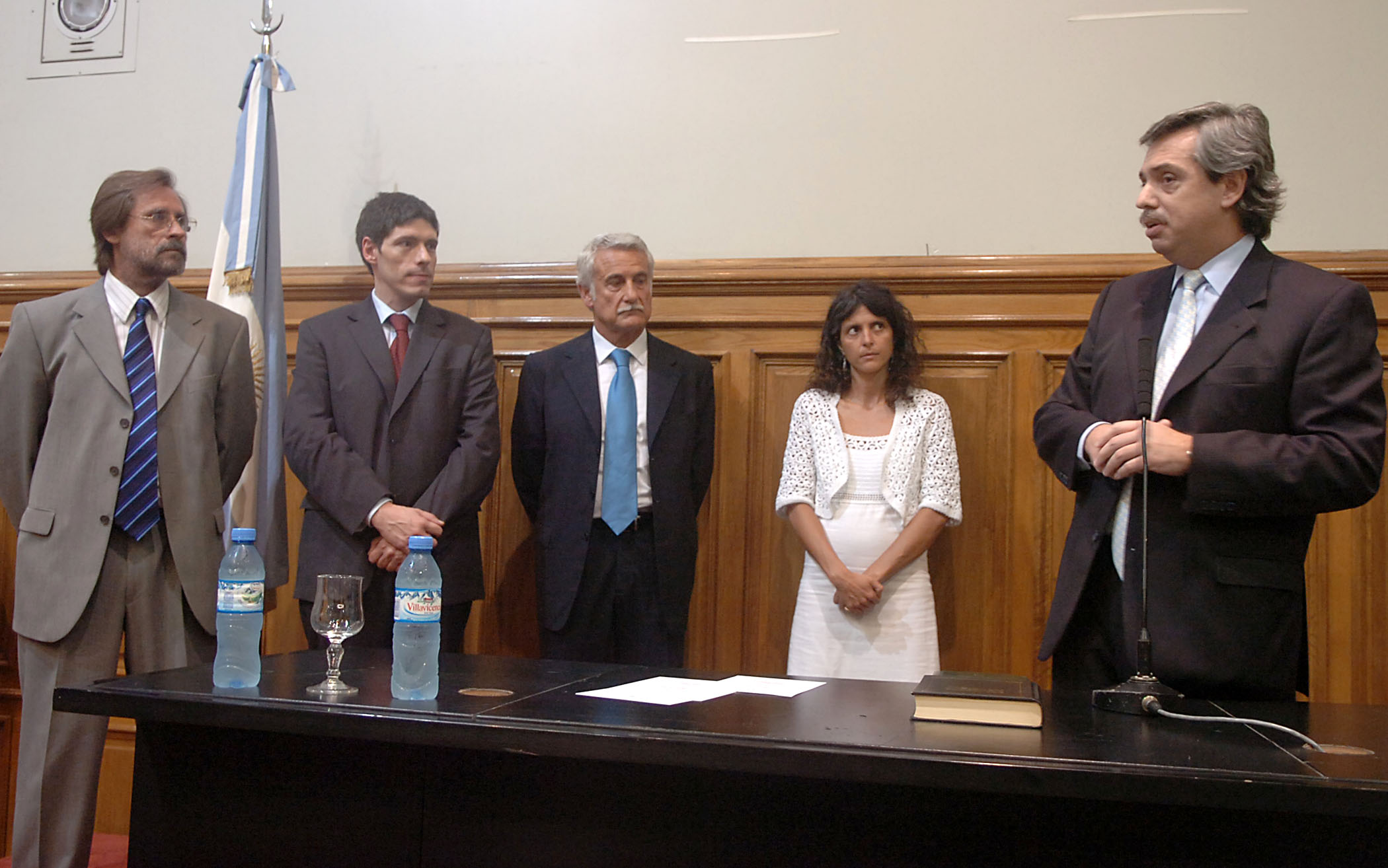
El jefe de Gabinete Alberto Fernández toma juramento a su equipo. De izquierda a derecha: Carlos Fernández (secretario de Presupuesto), Juan Manuel Abal Medina (hijo) (secretario de Gestión Pública), Enrique Albistur (secretario de Medios) y Romina Picolotti (secretaria de Ambiente).

Fernández fue designado jefe de campaña de la candidatura presidencial de Cristina Fernández de Kirchner para las elecciones de 2007. El 10 de diciembre de 2007, Néstor Kirchner fue sucedido en el cargo de presidente por su esposa, Cristina Fernández de Kirchner, quien mantuvo a Fernández en su cargo.
El 11 de marzo de 2008, el ministro de Economía Martín Lousteau anunció la resolución 125/2008 estableciendo un nuevo sistema de retenciones móviles a la exportación y sujetando su aumento de acuerdo a la evolución de los precios internacionales. Al día siguiente las cuatro organizaciones del sector empresario de la producción agro-ganadera en la Argentina (Sociedad Rural Argentina, Confederaciones Rurales Argentinas, CONINAGRO y Federación Agraria Argentina) anunciaron un paro que duró 129 días. Fernández fue el encargado del diálogo con la Mesa de Enlace, para intentar destrabar un conflicto que terminó con la renuncia del ministro Lousteau el 24 de abril, el envío del proyecto de ley al congreso y el posterior rechazo por parte del senado el 18 de julio, tras el voto negativo del vicepresidente Julio Cobos. 

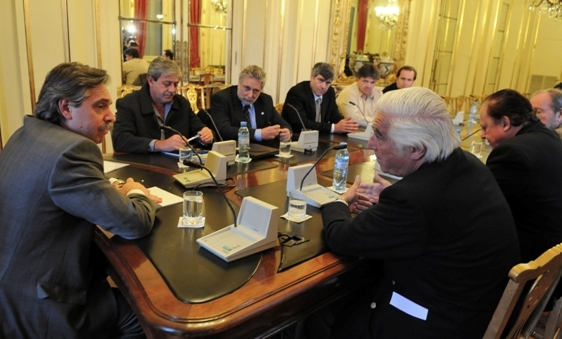
Fernández junto a representantes del campo, durante el conflicto.

Tras el rechazo en el senado de ese proyecto oficialista comenzaron a circular rumores sobre la renuncia a su cargo. Finalmente Alberto Fernández presentó su renuncia el 23 de julio de 2008 para «permitir que se oxigene la gestión de Cristina Fernández de Kirchner» en una carta donde solicita la renovación del Gabinete y rubricada por la palabra «sinceramente». Fue sucedido en su cargo por Sergio Massa, quien se tomó licencia como intendente municipal de Tigre.

## Etapa como opositor al gobierno kirchnerista

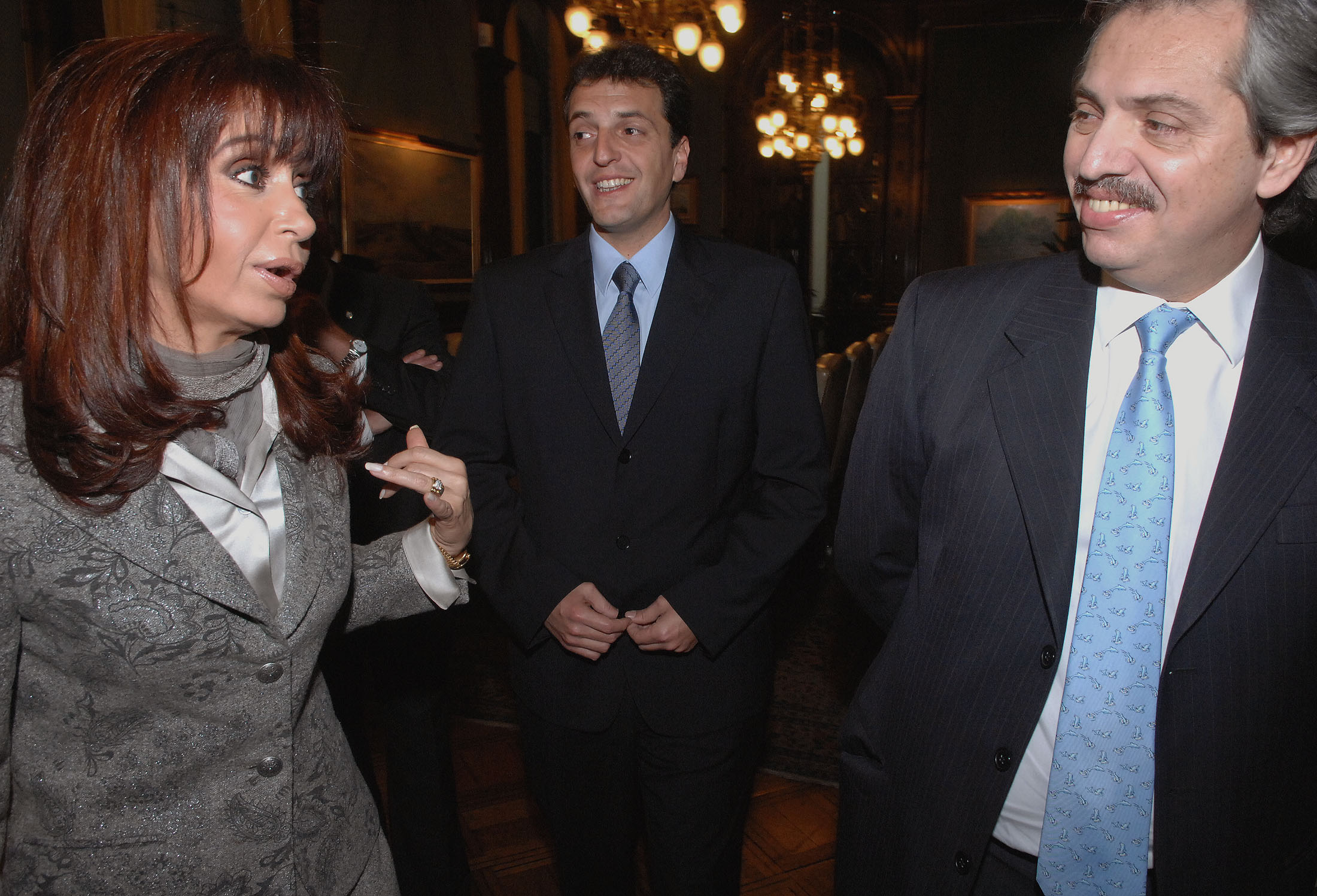
La presidenta Cristina Fernández de Kirchner, Fernández y Sergio Massa, tras la jura de este último al cargo de jefe de Gabinete, el 23 de julio de 2008.

Luego de su renuncia, se alejó del kirchnerismo y se convirtió en uno de sus críticos, en especial del discurso «épico» de Cristina Fernández de Kirchner, de medidas como el cepo cambiario, el memorándum de entendimiento Argentina-Irán y de sucesos como la tragedia de Once, a la vez que defendió la gestión de Néstor Kirchner. En septiembre de 2008 Fernández pidió al Gobierno «recurrir a otras mediciones» de la inflación y que el Indec necesita una elucidación para «sacar las dudas». En diciembre de 2008 defendió el proyecto de Kirchner, pero que «necesita corregir cosas y cambiar para reencauzar el rumbo extraviado». En una conferencia de prensa para alumnos de periodismo en noviembre de 2009 declaró que le gustaría ser presidente en 2011 y se autoseñaló como persona idónea para el cargo. En enero de 2010 Fernández acusó a Cristina Kirchner de «presionar jueces» y reclamó «políticas eficaces» contra el delito. En 2012, al cumplirse dos años de la muerte de Néstor Kirchner, calificó su presidencia como «positivos» y afirmó que Fernández de Kirchner «tiró por la borda todo lo que hizo Néstor». En 2013 afirmó que el proyecto oficialista de reformar la justicia es «un intento para subordinarla al Poder Ejecutivo» y que su democratización es una «mentira».
El 20 de agosto de 2009 Fernández fue removido de la presidencia del Partido Justicialista de la ciudad de Buenos Aires y fue reemplazado por el legislador porteño Juan Manuel Olmos. En marzo de 2010 anunció que se presentaría como candidato a presidente en las elecciones de 2011. El 27 de octubre de 2010 falleció el expresidente Néstor Kirchner. Fernández afirmó: «he perdido un amigo; tengo un dolor inmenso. Perdimos al mejor presidente de la democracia». En agosto de 2011, tras la victoria de Cristina Fernández de Kirchner, en las elecciones primarias, Fernández se declaró oficialista, anunció sus intenciones de ser candidato presidencial en 2015 y afirmó que «voté a Cristina a pesar de las diferencias». El 13 de marzo de 2012 Alberto Fernández era entrevistado por el periodista Marcelo Longobardi en su programa de C5N Longobardi en vivo cuando su transmisión fue interrumpida. Fernández calificó al hecho de «penoso» y afirmó que la producción recibió «llamados de funcionarios del gobierno y una orden de la dirección del canal».
El 24 de mayo de 2012 fundó su propio partido, el Partido del Trabajo y la Equidad (ParTE). Para las elecciones legislativas de 2013 Fernández sonaba como candidato a Senador nacional por la ciudad de Buenos Aires. En 2013 se suma al Frente Renovador. En 2015 colaboró en la campaña de la candidatura presidencial de Sergio Massa y en 2017 fue jefe de campaña de la candidatura a senador por Buenos Aires del exministro del Interior Florencio Randazzo por el Frente Justicialista Cumplir.

## Elecciones presidenciales de 2019

### Reconciliación con el kirchnerismo y candidatura
Durante 2018 regresó al kirchnerismo, llamando a la unidad y al debate, convirtiéndose en el vocero de la expresidenta Cristina Kirchner. En enero de 2018 Alberto Fernández se reunió con Fernández de Kirchner luego de diez años en busca de acercar posiciones. Afirmó: «Lo tomé más como un reencuentro humano que político porque cada uno sigue pensando lo que piensa». En enero de 2019 Fernández brindó una entrevista al diario La Nación donde menciona que todavía mantiene sus críticas, definiendo al primer mandato de Fernández de Kirchner como «progresista» y al segundo de una «gestión débil», pero que se encontró con «una Cristina más reflexiva», y que es posible un acuerdo con el exjefe de Gabinete Sergio Massa. En febrero de 2019 fue nombrado integrante de la Comisión de Acción Política del Partido Justicialista. El 9 de mayo Cristina Kirchner presentó su libro Sinceramente en la Feria del Libro de Buenos Aires. En dicha presentación, Cristina Kirchner agradeció a Fernández la idea de escribir un libro en donde repasa su vida y su presidencia.
El 18 de mayo de 2019 Fernández de Kirchner anunció su fórmula electoral con Alberto Fernández como precandidato a presidente y ella misma como precandidata a la vicepresidencia para las elecciones de 2019. El 20 de mayo Fernández afirmó que revisaría las sentencias sobre las investigaciones por corrupción de exfuncionarios del Gobierno kirchnerista. Su primer acto de campaña fue en la provincia de Santa Cruz junto a la gobernadora Alicia Kirchner, hermana del expresidente. El 31 de mayo se reunió con el expresidente de Uruguay José Mujica, al que calificó de «un viejo amigo», y el candidato presidencial oficialista Daniel Martínez. El 3 de junio Fernández fue internado en el Sanatorio Otamendi en un principio por un control médico, pero finalmente permaneció 48 horas por una afección pulmonar.

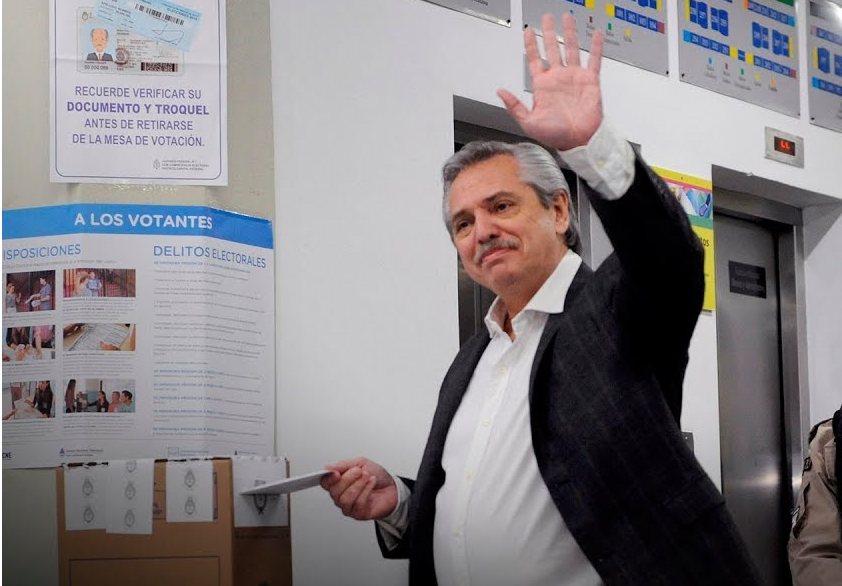
Fernández votando en las elecciones PASO, 11 de agosto de 2019.

Con respecto a las sentencias por supuesta corrupción, dictadas durante el gobierno de Macri contra opositores políticos, sostuvo que debían revisarse aquellas que carecían de sustento jurídico. También se pronunció a favor de apoyar los proyectos legislativos de despenalización del aborto, la restauración de los ministerios de Ciencia y Tecnología, Salud y Trabajo, la creación de los de Vivienda y de la Mujer, el control de capitales golondrinas, la desdolarización de tarifas de servicios públicos y la eliminación de retenciones a la exportación de productos que agreguen valor agregado. En política exterior, apoya la salida dialogada de la  crisis política de Venezuela, revisar el acuerdo comercial Mercosur-Unión Europea y un acercamiento hacia Rusia y China.
El 12 de junio Alberto Fernández y Sergio Massa llegaron a un acuerdo para formar una alianza llamada Frente de Todos. Tras el acuerdo, Massa retiró su candidatura presidencial y anunció su presentación como primer candidato a diputado nacional por la provincia de Buenos Aires. El 27 de junio Fernández se reunió con el director del Departamento del Hemisferio Occidental del Fondo Monetario Internacional Alejandro Werner en el que reclamó una reformulación del acuerdo alcanzado entre el FMI y el Gobierno de Mauricio Macri. El 4 de julio visitó al expresidente de Brasil Lula Da Silva, preso por corrupción y lavado de dinero. El 10 de julio Fernández fue citado por el juez Claudio Bonadío como testigo en la causa por encubrimiento del atentado a la AMIA, ocurrido el 18 de julio de 1994. El 17 de julio se reunió con la cúpula de la Confederación General del Trabajo, recibiendo su respaldo y prometiendo que no habrá reforma laboral. El 23 de julio Fernández realizó un acto en la localidad de Temperley, donde se comprometió a promover una ley para otorgar medicamentos de forma gratuita a jubilados. El 28 de julio durante una entrevista para el programa El Destape de Roberto Navarro anunció que dejará de pagar los intereses de las Leliq (Letras de liquidez del Banco Central) para financiar un aumento del 20% en las jubilaciones. El 7 de agosto Fernández cerró su campaña en la ciudad de Rosario junto a su precandidata a vicepresidenta Cristina Kirchner y firmó un compromiso con 19 gobernadores peronistas.

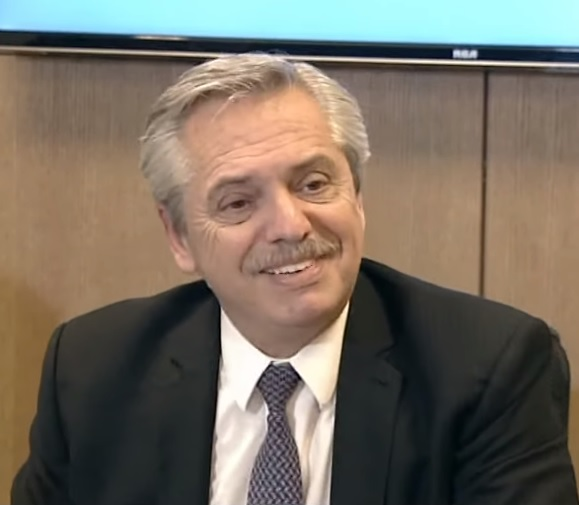
Alberto Fernández, durante la conferencia del 14 de agosto de 2019, realizada luego del llamado que tuvo con el presidente Mauricio Macri.

El 11 de agosto, Alberto Fernández obtuvo el primer puesto en las elecciones primarias de 2019, con el 47,78% de los votos, frente al 31,79% del presidente Mauricio Macri. Tras su victoria, la cotización del dólar pasó de 45 a 63 pesos y las acciones de empresas argentinas en Wall Street cayeron un 62%. El presidente Mauricio Macri, en conferencia de prensa, culpó a Alberto Fernández y a los votantes por lo que pasó. El 14 de agosto Fernández y Macri mantuvieron una conversación telefónica. Tras su finalización, Fernández brindó una conferencia de prensa donde afirmó que ayudará a Macri a terminar su mandato y que no hay riesgo de default. Tras la llamada, el dólar bajó hasta los 59 pesos.
El 30 de agosto se reunió con la Mesa de Enlace. El 3 de septiembre viajó a la ciudad de Madrid, para brindar una charla sobre comunicación política en la Universidad Camilo José Cela. El 5 de septiembre se reunió con el presidente del Gobierno en funciones de España, Pedro Sánchez en el Palacio de la Moncloa. También lo hizo con el expresidente del gobierno español José Luis Rodríguez Zapatero. De la misma manera sostuvo una reunión con Ana Botín, presidenta del Banco Santander, y directivos del diario El País, la agencia EFE y otro grupo de empresarios españoles. Al día siguiente se trasladó a Lisboa, en Portugal, para reunirse con el primer ministro de Portugal, António Costa. El 18 de septiembre Fernández se reunió con el presidente del Banco Interamericano de Desarrollo, Luis Alberto Moreno donde se comprometió a desarrollar proyectos por un valor de 6000 millones de dólares. El día 20 viajó hacia Santa Cruz de la Sierra, en Bolivia, para reunirse con el presidente Evo Morales y al día siguiente se reunió en Lima con el presidente de Perú, Martín Vizcarra.
El 24 de septiembre se reunió en la ciudad de Mendoza con gobernadores y candidatos a gobernadores del Partido Justicialista, comprometiéndose a crear en cada provincia «capitales alternas», ciudades donde se reunirá el gabinete nacional para analizar los problemas locales. El 2 de octubre mantuvo una reunión con la cúpula de la Unión Industrial Argentina, donde le entregaron un documento con propuestas. El 7 de octubre, Fernández presentó, en la Facultad de Agronomía de la Universidad de Buenos Aires, el «plan Argentina sin hambre» que incluye la creación de un Consejo Federal y de un Fondo Federal de Alimentación, dar estatus de ley al programa Precios Cuidados, la devolución del Impuesto al Valor Agregado a familias en situación de vulnerabilidad y la sanción de una ley de Góndolas. El 13 de octubre, Fernández participó del primero de los dos debates presidenciales, en la Universidad Nacional del Litoral, donde acusó al presidente y candidato de Juntos por el Cambio, Mauricio Macri, de «sacarle plata a los que trabajan, a los jubilados» y de que parte del préstamo otorgado por el Fondo Monetario Internacional «se lo llevaron sus amigos». Además mencionó que el Mercosur «está abandonado» y que no se conocen los detalles del acuerdo con la Unión Europea, y propuso terminar con el hambre y crear un ministerio de la mujer. Durante el segundo debate obligatorio, el 20 de octubre en la Facultad de Derecho de la Universidad de Buenos Aires, Fernández criticó a Macri por dictar normas para favorecer a sus familiares y la corrupción dentro del grupo de empresas de su familia, presidida por el empresario nacido en Italia Franco Macri, fallecido en marzo de 2019, y reiteró su propuesta de terminar con el hambre y crear un ministerio de Vivienda. El 24 de octubre Fernández cerró su campaña en la ciudad de Mar del Plata junto a Fernández de Kirchner y un grupo de gobernadores peronistas.
El 27 de octubre, Alberto Fernández triunfó en las elecciones con el 48,24 % de los votos frente al 40,28 % del presidente Mauricio Macri, resultando electo presidente en primera vuelta. En su discurso de agradecimiento, Fernández afirmó que «lo único que importa es que los argentinos dejen de sufrir de una vez por todas», prometió «construir la Argentina igualitaria que soñamos», y recordó a Néstor Kirchner en un nuevo aniversario de su fallecimiento, ocurrido en 2010: «gracias Néstor donde estés, porque vos sembraste todo esto que estamos viviendo».

### Periodo de transición

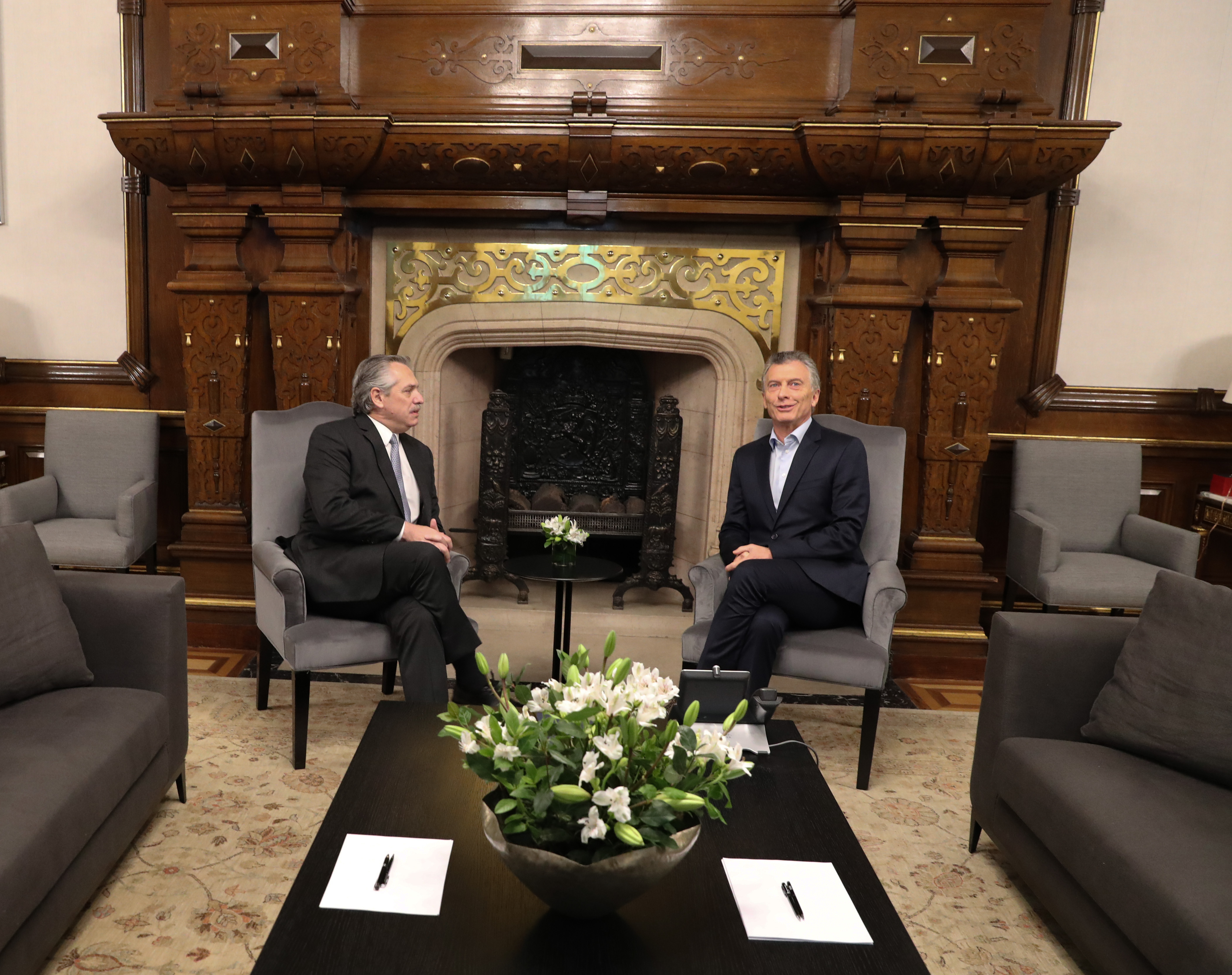
El presidente saliente Mauricio Macri junto al presidente electo Alberto Fernández, en el despacho presidencial durante la reunión que tuvieron tras las elecciones del 27 de octubre.

Al día siguiente de la elección, Alberto Fernández fue invitado por el presidente saliente Mauricio Macri a reunirse en la Casa Rosada para dar inicio a la transición, donde tuvieron una reunión cordial en donde Fernández definió quienes coordinarán el equipo de transición: Santiago Cafiero, Eduardo de Pedro, Gustavo Béliz y Vilma Ibarra.
El 29 de octubre, Fernández participó del acto de reasunción de Juan Luis Manzur como gobernador de Tucumán. El 1 de noviembre participó en la Universidad Nacional de Tres de Febrero de una charla sobre "Cultura, política y capitalismo tardío" junto al expresidente uruguayo Pepe Mujica. Al día siguiente viajó hacia México, donde estuvo una semana, para reunirse con el presidente Andrés Manuel López Obrador y el expresidente de Ecuador Rafael Correa, y cenar con empresarios de ese país, entre ellos Carlos Slim, en la búsqueda de mejorar el intercambio comercial con ese país. Ese mismo día mantuvo una conversación telefónica con el presidente de los Estados Unidos, Donald Trump, quien lo felicitó por su triunfo electoral y le prometió ayuda en las gestiones ante el Fondo Monetario Internacional.
El 8 de noviembre Fernández visitó la sede de la Confederación General del Trabajo, donde realizó un homenaje a los sindicalistas Saúl Ubaldini y José Ignacio Rucci. El 9 de noviembre inauguró el segundo encuentro del Grupo de Puebla, en Buenos Aires, donde mencionó que se encontraba feliz por la liberación de Lula da Silva, a quien lo había visitado en prisión en julio de 2019, y que colaborará por la paz en el país vecino de Chile, debido a las protestas sufridas desde el mes de octubre. El 11 de noviembre tras la renuncia de Evo Morales a la presidencia de Bolivia, Alberto Fernández denunció un golpe de Estado contra el exmandatario y mantuvo una conversación telefónica con el presidente Macri donde le solicitó otorgarle asilo a exfuncionarios del gobierno de Morales.
El 13 de noviembre, el Congreso en Asamblea Legislativa reconoció los resultados definitivos de las elecciones y proclamó electos presidente y vicepresidente a la fórmula Fernández - Kirchner. El 14 de noviembre, Fernández visitó la capital de Uruguay, Montevideo, donde se reunió con el presidente Tabaré Vázquez y con el candidato oficialista Daniel Martínez, a quien manifestó su apoyo para las elecciones presidenciales. Al día siguiente regresó a Buenos Aires donde presidió la primera reunión del Consejo Federal Argentina contra el Hambre junto a su coordinador Daniel Arroyo, el conductor de televisión Marcelo Tinelli, la abuela de Plaza de Mayo Estela de Carlotto y organizaciones sociales.
El 18 de noviembre, Fernández visitó a Fernández de Kirchner, vicepresidenta electa, en su departamento del barrio porteño de Recoleta, tras su regreso de su viaje a Cuba donde visitó a su hija Florencia, que recibe tratamiento médico en dicho país. El 19 de noviembre mantuvo una conversación telefónica con la titular del Fondo Monetario Internacional Kristalina Georgieva, donde le manifestó la intención de hacer un acuerdo de pago que incluya no hacer ajuste fiscal. El 25 de noviembre se reunió con el embajador de Estados Unidos en Argentina, Edward Prado, donde reiteró su voluntad de tener una relación madura y respetuosa con ese país. El 27 de noviembre mantuvo una reunión con el expresidente Eduardo Duhalde, a quien elogió por su actuación al frente del país tras la crisis de diciembre de 2001. El 30 de noviembre se reunió con el exdiputado radical Ricardo Alfonsín, hijo del expresidente Raúl Alfonsín, donde se comprometieron ambos a cooperar «en un clima de armonía y trabajo».
El 6 de diciembre, Fernández presentó a su gabinete que lo acompañaría en la primera etapa de su gobierno: Santiago Cafiero (jefe de Gabinete), Felipe Solá (Canciller), Eduardo de Pedro (Interior), Martín Guzmán (Economía), Luis Basterra (Agricultura), Juan Cabandié (Ambiente), Roberto Salvarezza (Ciencia), Tristán Bauer (Cultura), Agustín Rossi (Defensa), Matías Kulfas (Producción), Daniel Arroyo (Desarrollo Social), María Eugenia Bielsa (Vivienda), Nicolás Trotta (Educación), Marcela Losardo (Justicia), Elizabeth Gómez Alcorta (Equidad), Gabriel Katopodis (Obras Públicas), Ginés González García (Salud), Sabina Frederic (Seguridad), Claudio Moroni (Trabajo), Mario Meoni (Transporte) y Matías Lammens (Deportes). El 8 de diciembre, Alberto Fernández y Mauricio Macri presenciaron una "misa por la unidad y la paz" convocada por la Conferencia Episcopal Argentina en la basílica de Luján, con motivo del día de la Inmaculada Concepción de la Virgen María.

### Traspaso de mando

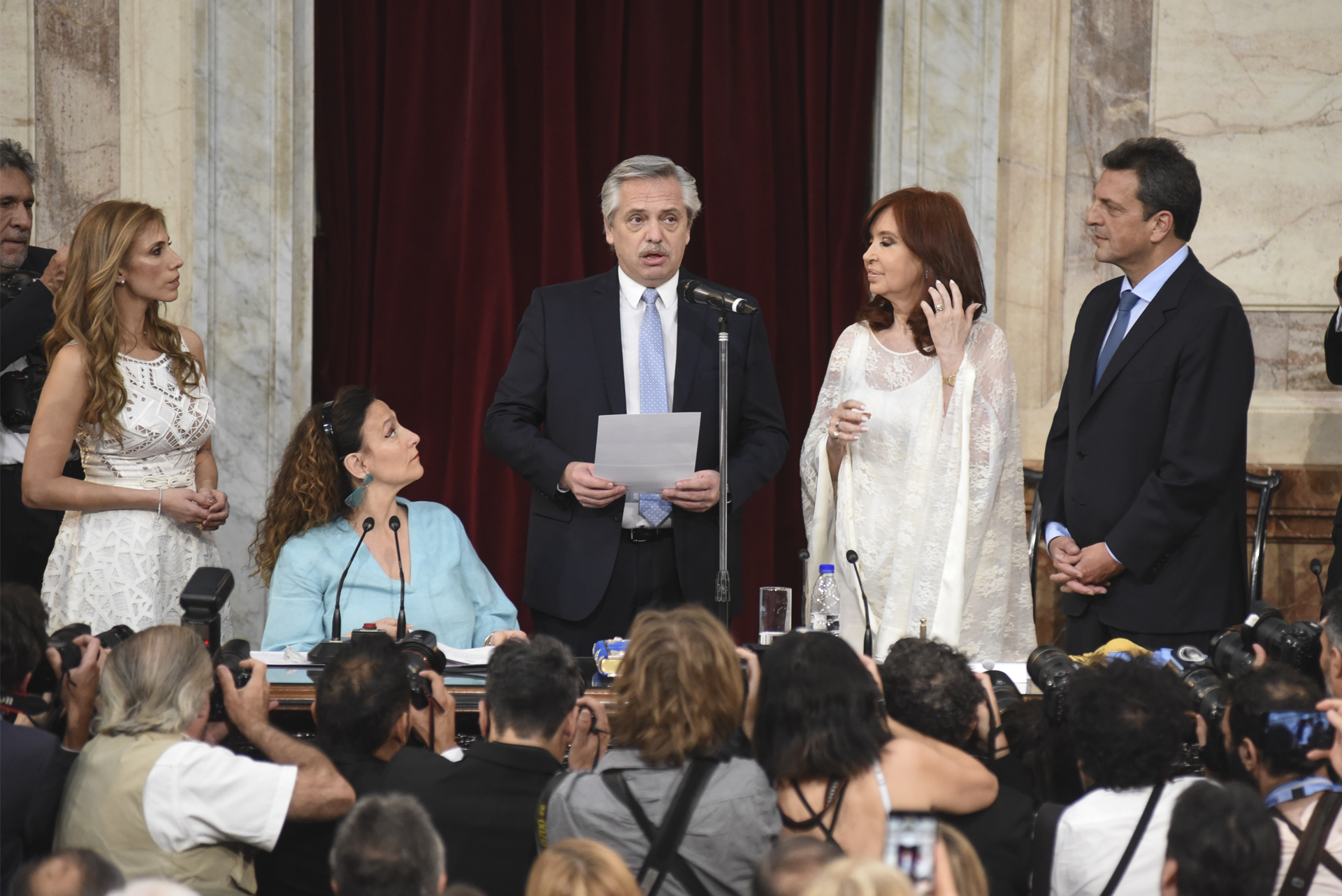
El presidente electo Alberto Fernández jura a su cargo, ante la mirada de la presidenta provisional del Senado Claudia Abdala Ledesma, la vicepresidenta saliente Gabriela Michetti, la vicepresidenta electa Cristina Fernández de Kirchner y el presidente de la Cámara de Diputados Sergio Massa.

El 10 de diciembre a las 11:57 hora de Argentina, Alberto Fernández juramentó su cargo como presidente de la Nación Argentina, en el recinto de la Cámara de Diputados de la Nación. Posteriormente recibió de manos del presidente saliente Mauricio Macri el bastón y la banda presidencial. Tras la jura, el presidente brindó un discurso de una hora de duración, donde convocó a «la unidad de todos los argentinos en pos de la construcción de un contrato de ciudadanía social para superar el odio, el hambre y el despilfarro» y mencionó que «arreglar los problemas económicos va a llevar un tiempo», debido al estado de la situación económica, que describió brevemente. En su discurso reivindicó las tradiciones políticas de Raúl Alfonsín, Néstor Kirchner y Cristina Fernández.
Entre las primeras medidas, mencionó la creación de un Consejo Económico y Social, la intervención de la Agencia Federal de Inteligencia, el envío de un conjunto de leyes para reformar la justicia, la puesta en marcha del Plan contra el Hambre, un plan para la re activación de la obra pública y otro de regulación y construcción de viviendas, la declaración de la emergencia económica, alimentaria y sanitaria, y la re orientación de la publicidad oficial hacia la educación.

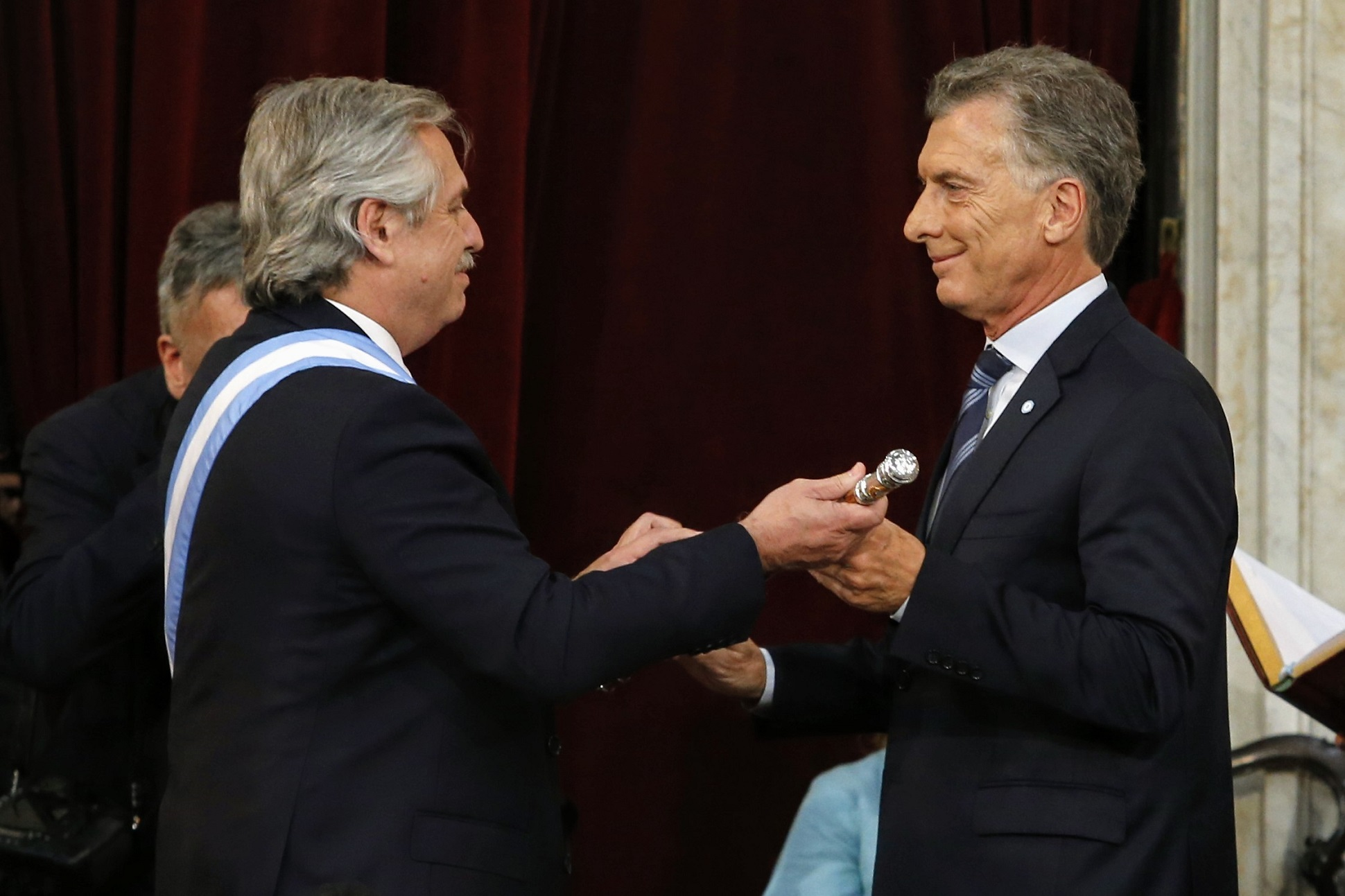
El presidente Alberto Fernández recibe del presidente saliente Mauricio Macri el bastón de mando.

Posteriormente se dirigió hacia la Casa Rosada para recibir a las delegaciones extranjeras en el Salón Blanco, entre ellas la presencia de los presidentes extranjeros Tabaré Vázquez (Uruguay), Mario Abdo Benítez (Paraguay) y Miguel Díaz Canel (Cuba), además de representantes del resto del mundo, y tomó juramento a sus ministros y secretarios en el Museo Casa Rosada. Hacia el final del día brindó un discurso de agradecimiento a los presentes en un escenario dispuesto al frente de la Casa de Gobierno, donde llamó a la unidad para «poner a la Argentina de pie» y que su gobierno «privilegiará a los más débiles», sostuvo que el peronismo no se dividirá «nunca más» porque la oposición «se hará fuerte», y que «quienes creyeron en esas políticas (por el gobierno de Macri) espero que entiendan que es un sistema que solo beneficia a unos pocos» y pidió «recordar al pasado para no repetirlo».
El momento preciso en que Fernández inició su mandato presidencial está discutido: en 2015 la jueza Servini estableció que los mandatos presidenciales comienzan a las 0:00 horas del día 10 de diciembre, pero algunas fuentes señalan que ese fallo no se aplica a la presidencia de Alberto Fernández, y establecen el inicio de su mandato en el momento en que recibió los atributos presidenciales de manos de Mauricio Macri, aproximadamente unas doce horas más tarde el mismo día.
El 11 de diciembre, en su primer día como mandatario, Fernández participó de los actos de asunción del exministro de Economía Axel Kicillof como gobernador de Buenos Aires, de Omar Perotti en Santa Fe y de Gustavo Bordet en Entre Ríos.

## Historial electoral
|  | 33,20 % |

|  | 47,79 % |

|  | 48,24 % |

## Presidencia

### Gabinete presidencial
| Jefatura de Gabinete y Ministerios del Gobierno de Alberto Fernández | Jefatura de Gabinete y Ministerios del Gobierno de Alberto Fernández | Jefatura de Gabinete y Ministerios del Gobierno de Alberto Fernández                                                                                |
| Cartera                                                              | Titular                                                              | Período |
| -------------------------------------------------------------------- | -------------------------------------------------------------------- | --- |
| Jefatura de Gabinete de Ministros                                    | Santiago Cafiero Juan Luis Manzur Agustín Rossi                      | 10 de diciembre de 2019 - 20 de septiembre de 2021 20 de septiembre de 2021 - 15 de febrero de 2023 15 de febrero de 2023 - 10 de diciembre de 2023 |
| Ministerio del Interior                                              | Eduardo de Pedro                                                     | 10 de diciembre de 2019 - 10 de diciembre de 2023                                                                                                   |
| Ministerio de Relaciones Exteriores, Comercio Internacional y Culto  | Felipe Solá Santiago Cafiero                                         | 10 de diciembre de 2019 - 20 de septiembre de 2021 20 de septiembre de 2021 - 10 de diciembre de 2023                                               |
| Ministerio de Defensa                                                | Agustín Rossi Jorge Taiana                                           | 10 de diciembre de 2019 - 10 de agosto de 2021 10 de agosto de 2021 - 10 de diciembre de 2023                                                       |
| Ministerio de Economía                                               | Martín Guzmán Silvina Batakis Sergio Massa                           | 10 de diciembre de 2019 - 4 de julio de 2022 4 de julio de 2022 - 3 de agosto de 2022 3 de agosto de 2022 - 10 de diciembre de 2023                 |
| Ministerio de Transporte                                             | Mario Meoni Alexis Guerrera Diego Giuliano                           | 10 de diciembre de 2019 - 23 de abril de 2021 4 de mayo de 2021 - 1 de diciembre de 2022 1 de diciembre de 2022 - 10 de diciembre de 2023           |
| Ministerio de Obras Públicas                                         | Gabriel Katopodis                                                    | 10 de diciembre de 2019 - 10 de diciembre de 2023                                                                                                   |
| Ministerio de Justicia y Derechos Humanos                            | Marcela Losardo Martín Soria                                         | 10 de diciembre de 2019 - 18 de marzo de 2021 29 de marzo de 2021 - 10 de diciembre de 2023                                                         |
| Ministerio de Seguridad                                              | Sabina Frederic Aníbal Fernández                                     | 10 de diciembre de 2019 - 20 de septiembre de 2021 20 de septiembre de 2021 - 10 de diciembre de 2023                                               |
| Ministerio de Salud                                                  | Ginés González García Carla Vizzotti                                 | 10 de diciembre de 2019 - 19 de febrero de 2021 20 de febrero de 2021 - 10 de diciembre de 2023                                                     |
| Ministerio de Desarrollo Social                                      | Daniel Arroyo Juan Zabaleta Victoria Tolosa Paz                      | 10 de diciembre de 2019 - 10 de agosto de 2021 10 de agosto de 2021 - 8 de octubre de 2022 13 de octubre de 2022 - 10 de diciembre de 2023          |
| Ministerio de las Mujeres, Géneros y Diversidad                      | Elizabeth Gómez Alcorta Ayelén Mazzina                               | 10 de diciembre de 2019 - 7 de octubre de 2022 13 de octubre de 2022 - 10 de diciembre de 2023                                                      |
| Ministerio de Educación                                              | Nicolás Trotta Jaime Perczyk                                         | 10 de diciembre de 2019 - 20 de septiembre de 2021 20 de septiembre de 2021 - 10 de diciembre de 2023                                               |
| Ministerio de Cultura                                                | Tristán Bauer                                                        | 10 de diciembre de 2019 - 10 de diciembre de 2023                                                                                                   |
| Ministerio de Ciencia, Tecnología e Innovación                       | Roberto Salvarezza Daniel Filmus                                     | 10 de diciembre de 2019 - 20 de septiembre de 2021 20 de septiembre de 2021 - 10 de diciembre de 2023                                               |
| Ministerio de Trabajo, Empleo y Seguridad Social                     | Claudio Moroni Kelly Olmos                                           | 10 de diciembre de 2019 - 8 de octubre de 2022 13 de octubre de 2022 - 10 de diciembre de 2023                                                      |
| Ministerio de Ambiente y Desarrollo Sostenible                       | Juan Cabandié                                                        | 10 de diciembre de 2019 - 10 de diciembre de 2023                                                                                                   |
| Ministerio de Turismo y Deportes                                     | Matías Lammens                                                       | 10 de diciembre de 2019 - 10 de diciembre de 2023                                                                                                   |
| Ministerio de Desarrollo Territorial y Hábitat                       | María Eugenia Bielsa Jorge Ferraresi Santiago Maggiotti              | 10 de diciembre de 2019 - 13 de noviembre de 2020 19 de noviembre de 2020 - 1 de noviembre de 2022 1 de noviembre de 2022 - 10 de diciembre de 2023 |
| Ministerio de Desarrollo Productivo                                  | Matías Kulfas Daniel Scioli                                          | 10 de diciembre de 2019 - 6 de junio de 2022 15 de junio de 2022 - 3 de agosto de 2022                                                              |
| Ministerio de Agricultura, Ganadería y Pesca                         | Luis Basterra Julián Domínguez                                       | 10 de diciembre de 2019 - 20 de septiembre de 2021 20 de septiembre de 2021 - 28 de julio de 2022                                                   |
| Secretarías de Estado del Gobierno de Alberto Fernández              |                                                                      | |
| Cartera                                                              | Titular                                                              | Período |
| Secretaría General                                                   | Julio Vitobello                                                      | 10 de diciembre de 2019 - 10 de diciembre de 2023                                                                                                   |
| Secretaría Legal y Técnica                                           | Vilma Ibarra                                                         | 10 de diciembre de 2019 - 10 de diciembre de 2023                                                                                                   |
| Secretaría de Asuntos Estratégicos                                   | Gustavo Béliz Mercedes Marcó del Pont                                | 10 de diciembre de 2019 - 28 de julio de 2022 1 de agosto de 2022 - 10 de diciembre de 2023                                                         |
| Secretaría de Comunicación y Prensa                                  | Juan Pablo Biondi Juan José Ross Gabriela Cerruti                    | 10 de diciembre de 2019 - 17 de septiembre de 2021 20 de septiembre de 2021 - 30 de abril de 2022 1 de mayo de 2022 - 10 de diciembre de 2023       |
| Agencia Federal de Inteligencia                                      | Cristina Caamaño Agustín Rossi Ana Clara Alberdi                     | 10 de diciembre de 2019 - 6 de junio de 2022 8 de junio de 2022 - 15 de febrero de 2023 15 de febrero de 2023 - 10 de diciembre de 2023             |
| 1. 2.                                                                |                                                                      | |

### Política económica
| Año  | Evolución del PBI | Inflación | Pobreza |
| ---- | ----------------- | --------- | ------- |
| 2020 | −9,9%             | 36,1%     | 42%     |
| 2021 | 10,3%             | 50,9%     | 37,3%   |
| 2022 | 5,2%              | 94,8%     | 39,2%   |
| 2023 | 2,5               | 211,4%    | 41,7%   |

Fernández nombró en el ministerio de Economía al joven economista Martín Guzmán. La primera medida del equipo económico fue enviar al congreso el proyecto de «ley de Solidaridad y Reactivación Productiva», que fue aprobado el 21 de diciembre. El 17 de diciembre se firmó la suspensión provisoria del Consenso Fiscal 2017 que habían firmado los gobernadores con el gobierno nacional y que obligaba a los gobiernos provinciales a reducir impuestos durante 2020. En enero el gobierno anuncia el comienzo de las negociaciones para reestructurar los vencimientos de deuda, llegándose a un acuerdo con los acreedores a fines de agosto.
El 15 de enero, el INDEC publicó la inflación del mes de diciembre de 2019, que fue del 3,7 %, cerrando el año 2019 con una inflación acumulada del 53,8 %. El 13 de febrero, el INDEC dio a conocer el índice de precios al consumidor (IPC) del mes de enero de 2020, que fue del 2,3 %, el menor valor desde julio de 2019 cuando fue del 2,2 %, esto debido a la implementación del programa Precios Cuidados, el no aumento en las cuotas de la medicina prepaga y en combustibles y el congelamiento de los precios de los medicamentos, de tarifas de servicios públicos y del transporte. El 12 de marzo, el IPC de febrero fue del 2 %, la menor en dos años, pero los alimentos y bebidas crecieron más que el promedio, con 2,7 %.
En marzo de 2023 la inflación interanual superó el 100% por primera vez desde 1990.
Los dos primeros años de su gestión debió atender la pandemia de covid-19, que según las estimaciones del Banco Mundial y el Fondo Monetario Internacional causó la mayor recesión global desde la Gran Depresión en 1929.

#### Renegociación de la deuda externa
En enero de 2020, Guzmán anunció el envío de un proyecto de ley al congreso para la reestructuración de la deuda externa del país. En febrero el FMI apoyó la propuesto de Guzmán, emitiendo un documento donde señalaron que la deuda era «insostenible» y pedían a los acreedores una quita «apreciable».

#### Emergencia económica y social

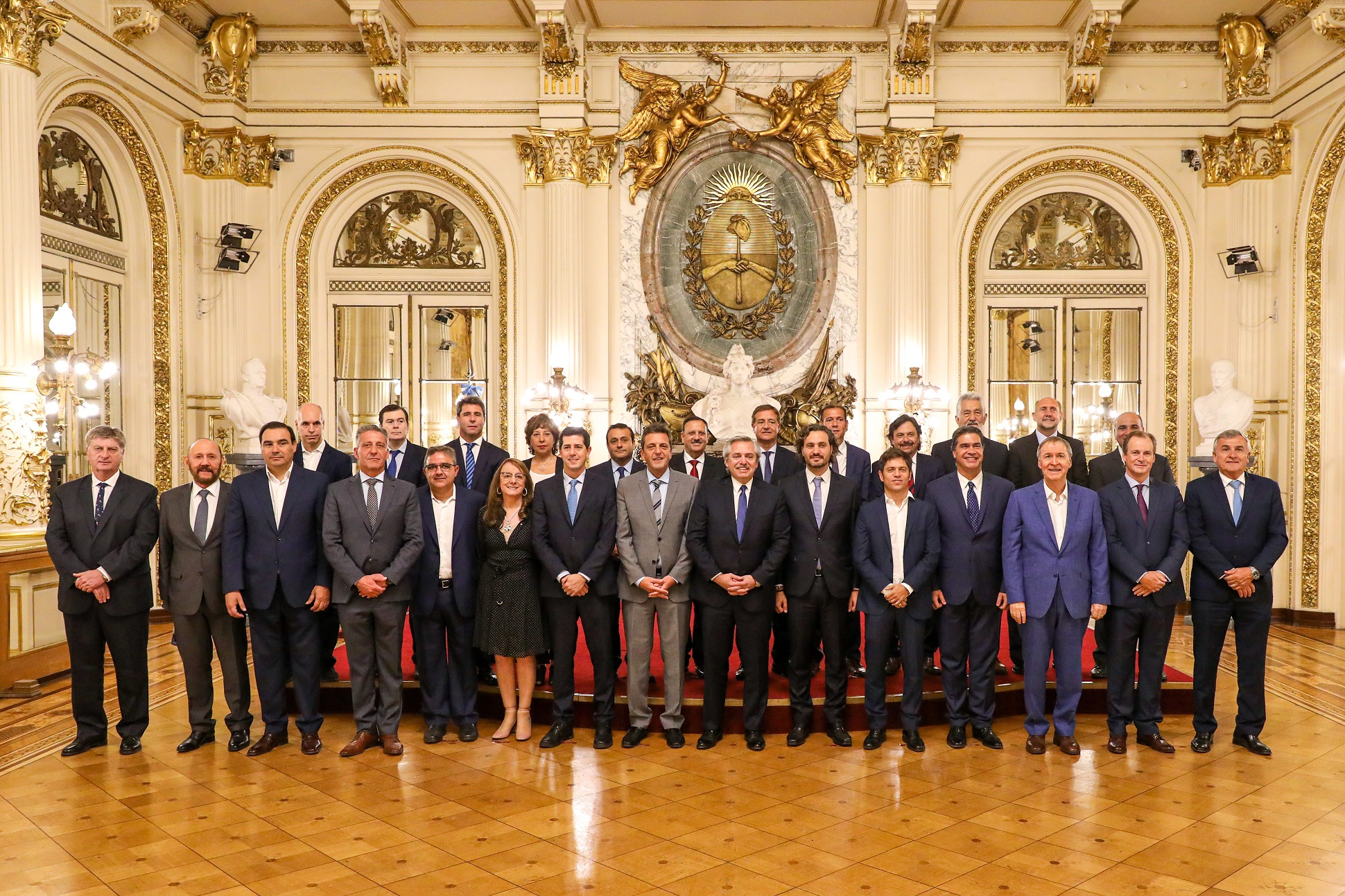
El presidente Alberto Fernández con 22 de los 23 gobernadores y el jefe de Gobierno de la Ciudad de Buenos Aires.

El 13 de diciembre, el presidente Alberto Fernández convocó mediante un decreto a sesiones extraordinarias del Congreso entre el 13 y el 31 de diciembre de 2019, para tratar la Ley de Solidaridad y Reactivación Productiva, un proyecto de 88 artículos que faculta al Poder Ejecutivo a declarar la emergencia pública en materia económica, financiera, fiscal, administrativa, previsional, tarifaria, energética, sanitaria y social hasta el 31 de diciembre de 2020; prorroga el presupuesto 2019, establece un impuesto del 30 % sobre la compra de dólares estadounidenses, suspende la movilidad jubilatoria por 180 días, fija un nuevo esquema de retenciones a la exportaciones, aumenta el impuesto sobre los bienes personales, crea un plan de regularización de deudas para las pequeñas y medianas empresas, revisa el cuadro tarifario del sistema energético e interviene los entes reguladores de electricidad y del gas. El 20 de diciembre, el proyecto obtuvo media sanción en la Cámara de Diputados por 134 votos afirmativos y 110 negativos y un día después fue aprobada por el Senado por 41 votos afirmativos, 23 negativos y una abstención.
El 28 de diciembre se reglamentó a través del decreto 99/2019 la ley de Solidaridad estableciendo el impuesto del 8 % en servicios digitales adquiridos con moneda extranjera y la suspensión del impuesto al 30 % a la compra de pasajes de transporte a países limítrofes.
El 15 de diciembre a través del decreto 37/19 se dejó sin efecto el esquema de retenciones de 4 pesos por dólar exportado establecido por el gobierno de Mauricio Macri, comenzando a regir la alícuota de 12 % en los derechos de exportación, lo que elevó las retenciones a la soja del 24 % al 30 %, y del 6,7 % al 12 % en trigo y maíz. La medida generó rechazo dentro de las entidades del campo, y llevó a una reunión de emergencia de la Mesa de Enlace, que nuclea a la Sociedad Rural Argentina (SRA), Coninagro, la Federación Agraria (FAA) y Confederaciones Rurales Argentinas (CRA). Los dirigentes de la Mesa de Enlace convocaron a un cese de comercialización de granos y hacienda por 96 horas, entre el lunes 9 y el jueves 12 de marzo.

#### Coparticipación y pacto fiscal
El 17 de diciembre mantuvo una reunión con 22 de los 23 gobernadores de las provincias y el jefe de Gobierno de la Ciudad de Buenos Aires, quienes firmaron la suspensión provisoria del Consenso Fiscal 2017.
El 12 de febrero, el presidente Fernández envió un proyecto de ley al Congreso para declarar capitales alternas a 24 ciudades de todo el país y así «profundizar la implementación de políticas de descentralización y federalización, acercar la gestión y los asuntos de gobierno a todo el territorio nacional». Además habrá cada 30 días reuniones de gabinete en distintos puntos de Argentina y federalizar la gestión a partir del traslado de organismos y dependencias del Estado en el interior del país.
El 22 de diciembre de 2022, Alberto Fernández decidió no acatar el fallo de la Corte Suprema de Justicia que aumentaba el porcentaje de coparticipación de la Ciudad de Buenos Aires en 2,95%, por considerar que era violatorio del artículo 9 de la ley de cautelares.
En el conflicto de poderes intervinieron también las provincias afectadas por la decisión de la Corte a favor de la CABA, la mayoría de las cuales repudiaron la decisión de la cabeza del Poder Judicial de la Nación, así como las empresas de Estados Unidos en la Argentina que tomaron partido en el conflicto exigiendo al Poder Ejecutivo que acate la decisión del Poder Judicial a favor de la CABA.
El 26 de diciembre el presidente se retractó de su decisión de no acatar el fallo de la Corte, y decidió transferirle a la Ciudad de Buenos Aires, con bonos, el dinero correspondiente a 90 días de vigencia de la medida cautelar. La Ciudad rechazó el pago con bonos.

#### Comercio interior
El 31 de diciembre venció los decretos 567/2019 y 602/2019 de eliminación del impuesto al Valor Agregado a 13 alimentos de la canasta básica establecidos por el gobierno de Mauricio Macri en agosto de 2019 tras perder las elecciones primarias. Esto provocaba la restitución del impuesto del 21% en los precios. A partir de esto, el gobierno decidió no prorrogar el beneficio y negoció con las principales cadenas de supermercados un incremento del 7% en los valores de los alimentos, a aplicarse a partir del 2 de enero de 2020.
El 7 de enero, el gobierno relanzó el programa Precios Cuidados, que reemplaza la entonces lista de 550 artículos por una lista de 312 productos de primera marca con una reducción del 8% en sus precios, en un acuerdo con empresas y supermercados.

### Política sanitaria

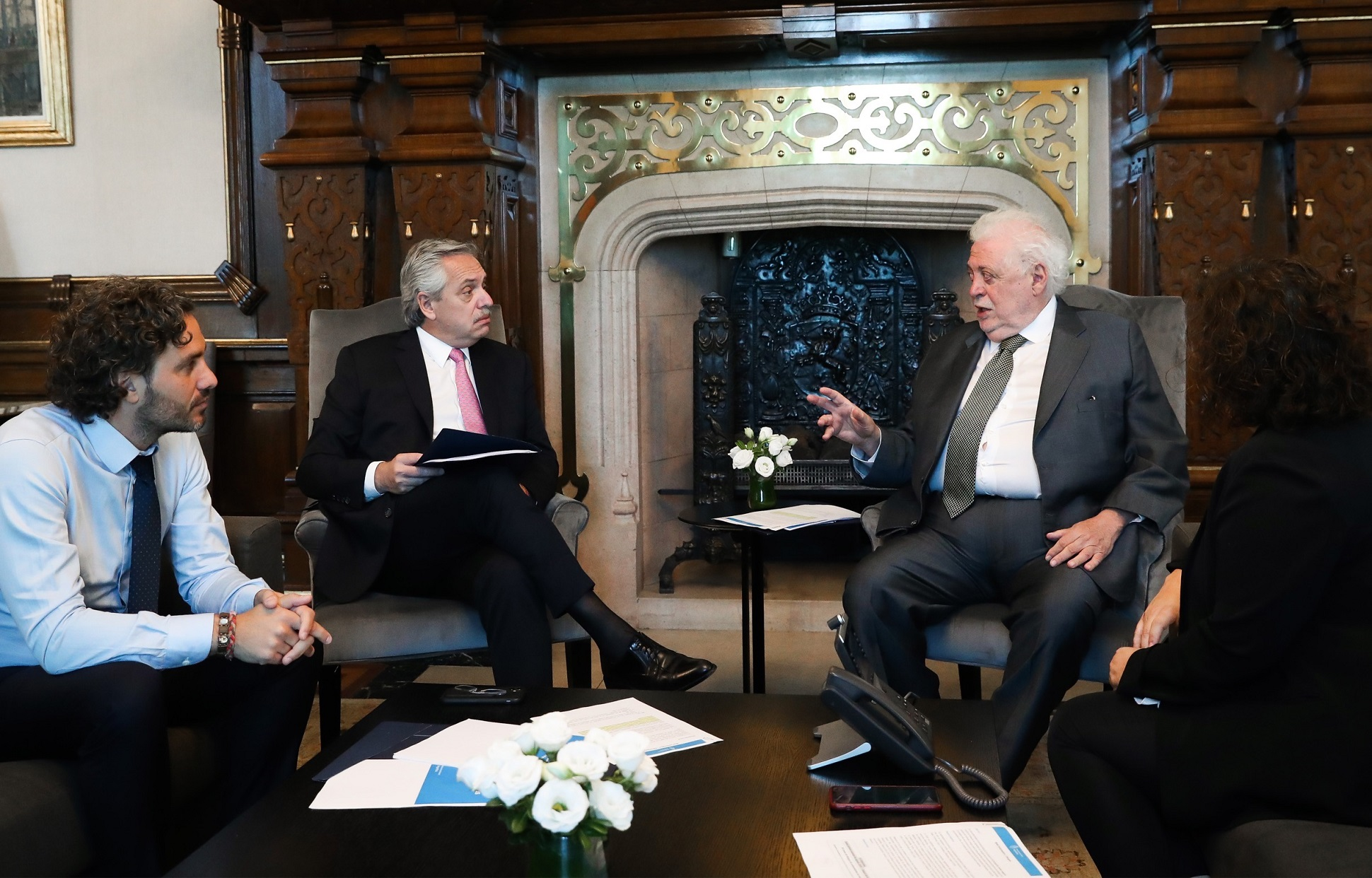
El presidente Alberto Fernández con el ministro de Salud Ginés González García durante un informe de situación, en enero de 2020. Acompañan el jefe de Gabinete Santiago Cafiero y la secretaria de Acceso a la Salud, Carla Vizzotti.

En diciembre de 2019 el ministro Ginés González García declaró que su gestión tendrá cuatro ejes: «equidad, calidad, acceso y jerarquización de las trabajadoras y los trabajadores».
El 16 de diciembre el presidente Alberto Fernández y el ministro de Salud Ginés González García se reunieron con representantes de las cámaras farmacéuticas y acordaron una rebaja del 8 % en los precios de los medicamentos, manteniendo su valor hasta el 31 de enero de 2020. Posteriormente el 27 de enero, los laboratorios Cilfa, Caeme y Cooperala y el ministro González García decidieron extender el acuerdo hasta el 15 de febrero del mismo año. El 17 de febrero se extendió el acuerdo hasta el 29 de febrero.
El 14 de diciembre por resolución 1/2019 del Ministerio de Salud, dispuso la actualización del protocolo de Interrupción Legal del Embarazo. El 31 de diciembre, en una entrevista con Radio Continental, el presidente Alberto Fernández anunció que enviará un proyecto de ley en 2020 para discutir la legalización del aborto, ratificó su apoyo a su aprobación, y mostró sus deseos de que haya «un debate sensato. Es un problema muy serio donde las mujeres se mueren. Y yo no quiero que se muera más nadie y no quiero hacerme el distraído. Quiero que lo tratemos con otra lógica».
El 5 de febrero de 2020, el presidente Alberto Fernández brindó una conferencia de prensa en París, Francia, donde ratificó que enviará «una ley que termine con la penalización del aborto y que permita la atención de cualquier aborto en los centros de salud pública», y se refirió a la problemática que en Argentina «el aborto es un delito. Es un extraño delito porque casi nunca se condena a una mujer por aborto. El problema es que todo aborto se vuelve clandestino y, en la clandestinidad, el riesgo de vida y de salud de la mujer se potencia», y afirmó «lo que no podemos poner en riesgo es la salud de la mujer que decide abortar. Yo no vivo en paz con mi conciencia sabiendo que una mujer, tal vez, necesita practicarse un aborto y no tiene las condiciones de asepsia donde la atienden. Ni tiene para pagar ese aborto y termina en manos de un curandero que con una aguja la termina lastimando y, a veces, matando».
A fines de enero de 2020, el país pasó a estar en riesgo de una epidemia de dengue, que afectaba al 80 % del territorio de Paraguay. Para el 13 de febrero, se reportó el triple de casos de dengue que en las primeras cinco semanas del 2019, llegando a 179 casos en 2020 contra 66 en 2019. A su vez, se produjo la primera muerte por sarampión desde 1998, mientras que los casos reportados entre septiembre de 2019 y febrero de 2020 llegaron a 152.

#### Pandemia de covid-19
Para enfrentar la pandemia de COVID-19 en Argentina, como la mayoría de los países del mundo, adoptaron en llevar a cabo una serie de medidas sanitarias, económicas y sociales. La primera de ellas fue el Aislamiento Social Preventivo y Obligatorio. Debido a que Argentina es un país federal, las decisiones fueron consensuadas entre el Gobierno Nacional junto al Gobierno de la Provincia de Buenos Aires, el Gobierno de la Ciudad de Buenos Aires y el resto de los gobiernos provinciales. El enfoque de Argentina para enfrentar la pandemia se caracterizó por una cuarentena (aislamiento) temprana y estricta que abarcó todo el país durante 37 días, seguida de una flexibilización por regiones, que permitió levantar la cuarentena en la mayor parte del país, para establecer protocolos de distanciamiento, manteniéndola en las áreas de alto contagio. 
El primer caso confirmado de la pandemia de COVID-19 en Argentina se dio a conocer el 3 de marzo de 2020. El 7 de marzo, el Ministerio de Salud confirmó la primera muerte del país y de América Latina.
El 16 de marzo la Provincia de Tierra del Fuego, Antártida e Islas del Atlántico Sur fue la primera en decretar la cuarentena en su territorio. El 18 de marzo otras siete provincias decretaron la cuarentena. El Presidente de la Nación Alberto Fernández decretó la cuarentena en todo el territorio nacional a partir del 20 de marzo de 2020, manteniéndola en modo obligatorio hasta el 26 de abril. A partir de ese día cada provincia y la Ciudad de Buenos Aires, supervisadas por el Gobierno Nacional, quedaron facultadas para salir del aislamiento obligatorio, pero estableciendo diversos protocolos que garanticen el «distanciamiento» social. A lo largo de mayo, varias provincias (La Pampa, Formosa, Mendoza, Salta, San Juan) finalizaron la cuarentena para permitir reuniones familiares, sociales de hasta diez personas y hasta salidas recreativas en espacios públicos.
El 4 de junio el presidente Fernández anunció que 18 provincias habían finalizado la cuarentena sobre todo su territorio y estaban bajo un régimen de «distanciamiento» con protocolos sanitarios. Inicialmente, solo cuatro áreas urbanas mantuvieron el aislamiento: el Área Metropolitana de Buenos Aires (AMBA), el Departamento San Fernando de la Provincia del Chaco, el Departamento Rawson de la Provincia del Chubut y el Área Metropolitana Córdoba. Posteriormente, nuevos brotes obligaron a varias ciudades a volver al aislamiento.
El 29 de diciembre de 2020 comenzó la campaña de vacunación. Hasta el 22 de enero de 2024, 41.192.003 personas habían recibido una dosis, mientras que 38.102.120 personas recibieron dos dosis. Además, 34.384.977 personas recibieron una tercera dosis de refuerzo.
El 23 de diciembre de 2020, la diputada nacional Elisa Carrió, fundadora de la Coalición Cívica y una de las líderes de la alianza opositora Juntos por el Cambio, denunció penalmente al presidente Fernández por envenenamiento de la población, debido a haber comprado vacunas Sputnik V contra la COVID-19, producidas por una empresa rusa. El 23 de febrero de 2021 el fiscal Guillermo Marijuán resolvió desestimar la denuncia y pedir el archivo de la causa, debido a que la Sputnik V  no era un veneno sino una vacuna.

### Política social
El 27 de diciembre mediante el decreto 73/2019 se estableció un bono de $10 000 pesos en dos cuotas mensuales para los jubilados que cobren la pensión mínima, y de $2000 pesos para los beneficiarios de la Asignación Universal por Hijo. Ese mismo día el presidente Alberto Fernández se reunió con representantes de cámaras empresariales, la Confederación General del Trabajo, la Central de Trabajadores Argentinos y dirigentes de movimientos sociales, quienes firmaron el Compromiso Argentino por el Desarrollo y la Solidaridad, donde se comprometen a «fijar consensos de largo plazo» y respaldan la negociación de la deuda ante acreedores privados.
El 17 de febrero de 2020, la Administración Federal de Ingresos Públicos anunció el reintegro del IVA de hasta $700 pesos por mes a jubilados y pensionados que perciben el haber mínimo y a beneficiarios de la Asignación Universal por Hijo (AUH), y comprenderá únicamente a los consumos de alimentos realizados con tarjeta de débito, a partir del 1 de marzo de 2020.
El 8 de enero de 2020, el ministerio de Desarrollo Social anunció la implementación de convenios para que titulares de planes sociales trabajen en la refacción de escuelas, cobrando un plus por su trabajo.

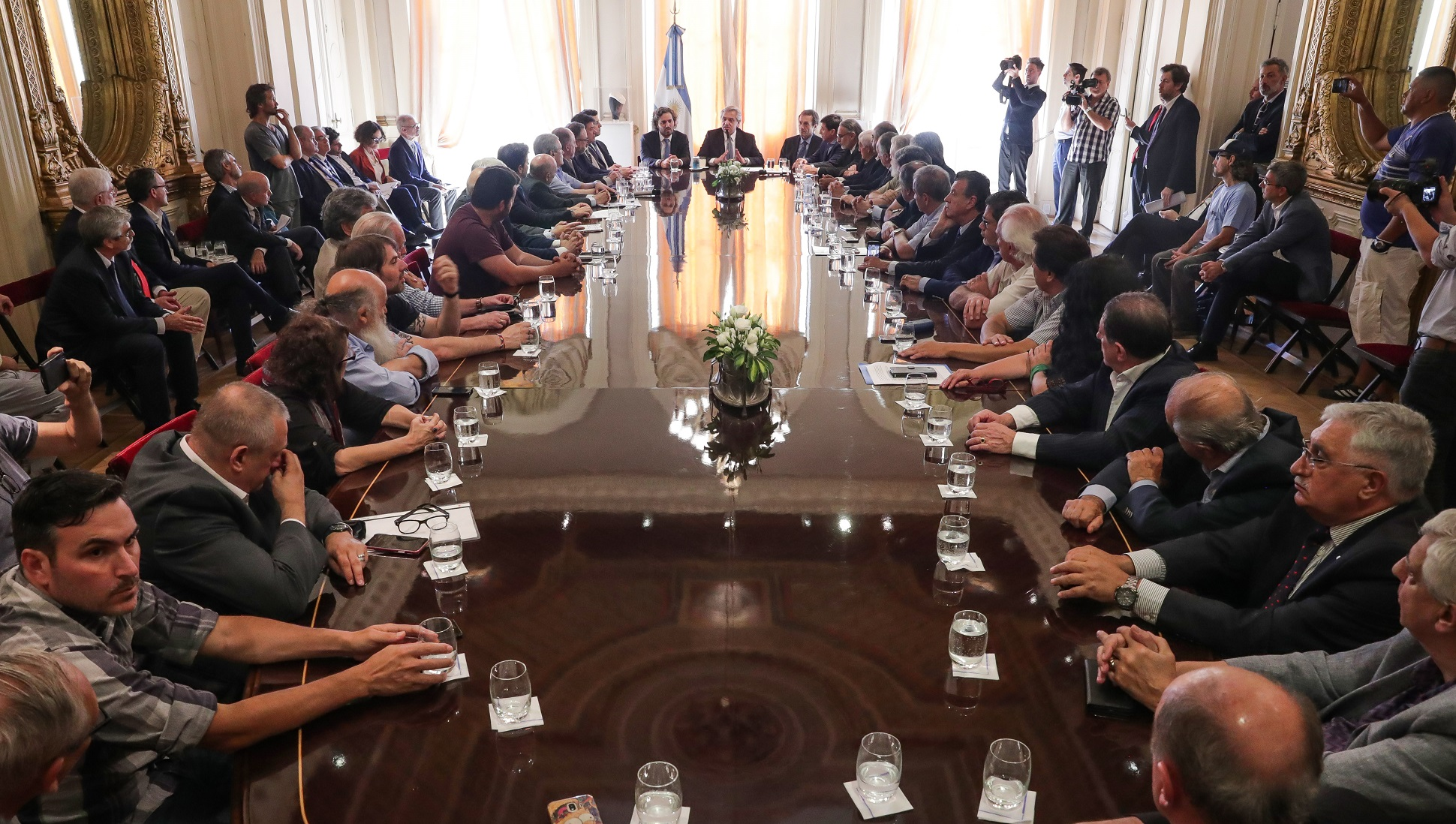
El presidente Alberto Fernández en la reunión del Compromiso Argentino por el Desarrollo y la Solidaridad.

El 1 de marzo del mismo aňo, el presidente Alberto Fernández anunció el envío al Congreso de un proyecto de ley para crear el Consejo Económico y Social para el Desarrollo de la Argentina para «debatir y terminar con los sótanos de la democracia».

#### Plan Argentina contra el hambre
El 7 de octubre de 2019, mientras aun se desarrollaba la campaña electoral que lo llevaría a la presidencia, Alberto Fernández presentó el plan Argentina contra el hambre. En su presentación dijo:

Es una batalla que debemos dar como sociedad, no es una batalla de un presidente o partido político. Que nos conmueva la vergüenza de ver la miseria al lado nuestro. Un chico mal alimentado es un chico que no va a desarrollar bien su capacidad. Y es un chico sin futuro.
Alberto Fernández

Fernández designó a Arroyo al frente del plan, quien dijo que los ejes serán "la baja de precios a la canasta básica, la entrega de una Tarjeta Alimentaria para los sectores más vulnerables, acuerdos intersectorales, políticas alimentarias acordadas con cada provincia e infraestructura". El plan sería coordinado por un Consejo Federal integrado por universidades, sindicatos, empresas, iglesias y organizaciones sociales.
En noviembre se reunió informalmente el Consejo con la participación de personalidades como Sonia Alesso (CTERA), Héctor Daer (CGT), Estela de Carlotto (Abuelas de Plaza de Mayo), Marcelo Tinelli (conductor de TV), Adolfo Pérez Esquivel (premio Nobel de la Paz), Daniel Funes de Rioja (COPAL), Dardo Chiesa (CRA) y Carlos Achetoni (Federación Agraria). Allí se presentaron los ejes del plan:
- Acceso a la canasta básica de alimentos, con el regreso del programa Precios Cuidados y una red de productores locales de productos frescos
- Devolución del IVA a familias vulnerables
- Sanción de una ley de góndolas
- Creación del Programa Nacional de Seguridad Alimentaria
- Creación del Fondo Federal de Alimentación y Nutrición
- Compra por parte del estado a pequeños productores y a la agricultura familiar

En su mensaje de asunción el 10 de diciembre de 2019 reafirmó la idea del plan y agregó que los fondos reservados que el gobierno anterior había asignado a la AFI serán reasignados al Plan contra el Hambre en Argentina.
El 20 de diciembre el presidente Alberto Fernández y el ministro de Desarrollo Social Daniel Arroyo asistieron a la primera reunión del Consejo Federal Argentina contra el Hambre, donde afirmó que «este plan no es el plan del gobierno, es el plan de la Argentina» y exhortó a los argentinos «a ponerse a trabajar e involucrarse todos, no importa de dónde vienen ni cómo piensan» en la lucha contra el hambre, y estableció la entrega de una tarjeta alimentaria con hasta $6000 pesos mensuales para toda familia con hijos menores de seis años.

#### Asistencia social durante la pandemia
Socioeconómicamente, la estrategia central buscó preservar y garantizar el acceso de toda la población a los alimentos y servicios esenciales (energía, comunicaciones, asistencia médico-farmacólogica, seguridad y transporte esencial), así como evitar los despidos y asistir a las empresas. A tal fin las principales medidas fueron:
- Prohibición de despidos y suspensiones unilaterales por 120 días;[391]
- El programa de Asistencia de Emergencia al Trabajo y la Producción (ATP) por el cual el Estado nacional abonó la mitad de los salarios del personal en actividad o suspendido por fuerza mayor consensuadamente con el trabajador o el sindicato (art. 223 bis Ley de Contrato de Trabajo). Los ATP sumaron $141 mil millones entre abril, mayo y junio (0,54 % del PBI);[392]
- Ingreso Familiar de Emergencia (IFE)[393] de $10.000 (150 dólares aprox.) para trabajadores informales y monotributistas sin ingresos. El IFE se suma a la ya existente Asignación Universal por Hijo (AUH), de unos $3000 (unos 50 dólares) para los sectores con ingresos familiares menores a $50.000 por mes (unos 750 dólares).[394] El IFE fue recibido durante dos meses por 8.839.04 de personas, algo menos de la mitad de la población económicamente activa, con un costo fiscal de $176.781 millones (U$S 2500 millones) equivalente al 0,7% del PBI, luego se redujo a los centros urbanos que se mantuvieron en aislamiento.[392]
- Créditos a tasa cero. Se abrió una amplia línea de créditos a tasa cero para trabajadores autónomos;[392]
- Créditos con tasas subsidiadas, moratorias, exenciones impositivas, etc.[395]

### Política laboral
La cartera de Trabajo quedó a cargo de Claudio Moroni, funcionario de confianza del presidente Fernández. El 14 de diciembre el gobierno estableció mediante un decreto de necesidad y urgencia la emergencia pública en materia ocupacional por seis meses y la doble indemnización por despido sin causa justa y, mediante el decreto 36/2019, suspendió el decreto 788/2019 firmado por el expresidente Macri que creaba un régimen de privilegio que extendía por cinco años la estabilidad de los puestos jerárquicos del Estado. El 17 de febrero, el ministro Moroni aseguró que el 11 de junio de 2020 no se prorrogará la doble indemnización.
El 23 de diciembre la Administración Nacional de la Seguridad Social (ANSES) anunció la reducción de la tasa de los créditos que otorga del 42 % al 31 %, y que quienes hayan solicitado un préstamo no pagarán las cuotas de enero, febrero y marzo de 2020.
El 4 de enero mediante el decreto 14/2020, el gobierno estableció un aumento salarial de $4000 pesos, $3000 pesos en febrero y $1000 pesos en marzo, a todos los trabajadores del sector privado, siendo una suma fija remunerativa a cuenta de futuros incrementos.
El 11 de febrero, el gobierno, a través del decreto 132/2020, definió que «no se podrán efectuar designaciones ni contrataciones de personal de cualquier naturaleza que afecten fuentes de financiamiento presupuestarias por un plazo de 180 días» en el sector público nacional.

#### Política previsional
El 14 de febrero, en el marco de la suspensión de la movilidad jubilatoria, el presidente Alberto Fernández anunció un aumento a jubilados y pensionados del 2,3% más una suma fija de $1500 pesos a partir de marzo, siendo un incremento del 12,96% para los que perciben la jubilación mínima que pasaría de $14.068 pesos a $15.891 pesos. Además se aumentó un 13% la Asignación Universal por Hijo, que pasa de $2746 pesos a $3103 pesos, y se anunció el lanzamiento de un programa que garantiza la gratuidad de 170 medicamentos para afiliados del PAMI. Así, el 75% de los beneficiarios cobraba un mayor porcentaje que con la fórmula suspendida, que era del 11,56% para el trimestre marzo-abril-mayo para todos los beneficiarios, mientras que el 25% restante, que cobraba más de $16.250 pesos, recibía un aumento escalonado entre 3,8% y 9,8%. Fernández afirmó «nos dispusimos desde el primer día a mejorar la situación de los que peor estaban y es lo que hicimos y seguimos haciendo. Es atender en este caso la situación de los jubilados» y «cuando sacamos la ley de emergencia solidaria lo que nos decían era que habíamos congelado las jubilaciones. Y ustedes se dan cuenta de que nuestros jubilados han recibido en su inmensa mayoría un incremento sustancialmente superior al que les hubiera correspondido si hubiéramos aplicado la fórmula que nosotros derogamos».

### Política ambiental
Fernández designó a Juan Cabandié como ministro de Ambiente y Desarrollo Sostenible. Es acompañado por María Soledad Cantero en la  Unidad Gabinete de Asesores, Rodrigo Rodríguez Tornquist en la secretaría de Cambio Climático, Desarrollo Sostenible e Innovación, Florencia Gómez en la secretaría de Política Ambiental en Recursos Naturales y Sergio Federovisky en la secretaría de Control y Monitoreo Ambiental.

### Política en educación

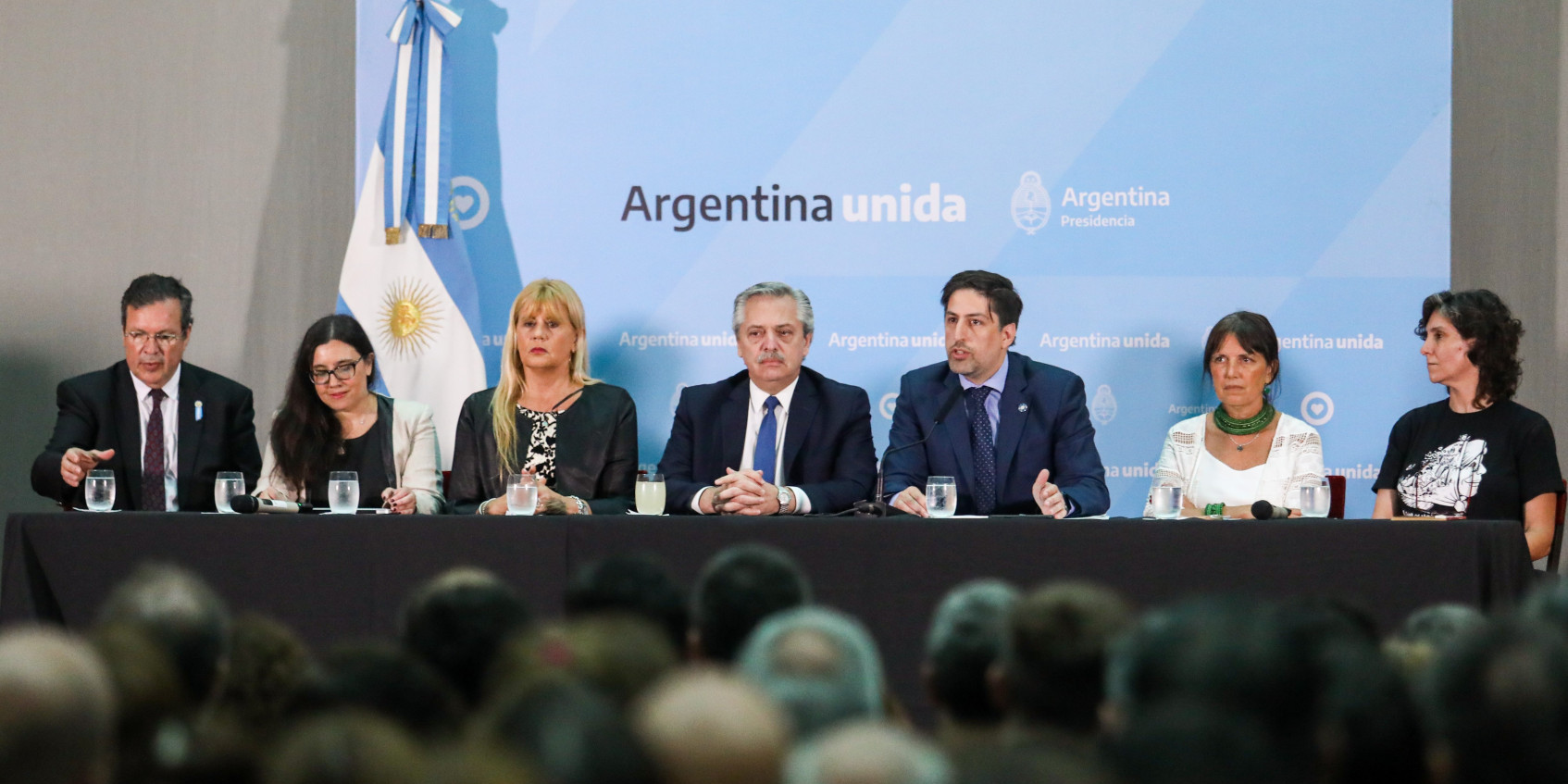
El presidente Alberto Fernández en el lanzamiento del Plan Nacional de Lecturas.

Fernández designó a Nicolás Trotta al frente del Ministerio de Educación. Al asumir Trotta anunció que el eje de su gestión sería la universalización del jardín de infantes y la ampliación de la jornada extendida en la escuela secundaria.
El 30 de diciembre, el presidente Alberto Fernández junto al ministro de Educación Nicolás Trotta relanzó el Plan Nacional de Lecturas, la lectura de 180 cuentos en las escuelas, uno por día de clase, y la reedición de la colección Leer por Leer. El 3 de enero Puiggrós anunció el relanzamiento del plan Conectar Igualdad, que consistía en la entrega de computadoras a alumnos de escuela secundaria con el fin de reducir la brecha digital. El 30 de enero, el gobierno convocó a la paritaria nacional docente, tras dos años de su eliminación, para discutir con los cinco sindicatos que tiene representación en todo el país (CTERA, UDA, AMET, SADOP Y CEA) el salario mínimo docente, que constituye el piso en todas las provincias. El 27 de febrero se llegó a un acuerdo por el cual se lleva el mínimo a $23 000 pesos en marzo y a $25 000 en julio, siendo un incremento del 23,5 %.
El 3 de marzo, el ministro de Cultura Tristán Bauer y la presidenta de la Comisión Nacional de Bibliotecas Populares, María del Carmen Bianchi, anunciaron la duplicación de la inversión para que las bibliotecas populares compren libros al 50 % en la Feria Internacional del Libro de Buenos Aires.

### Política en ciencia y tecnología
El bioquímico Roberto Salvarezza fue designado al frente del Ministerio de Ciencia y Tecnología, que volvió a tener ese estatus luego de haber sido rebajado a secretaría durante los últimos dos años del gobierno de Cambiemos. Su equipo está conformado por el físico Diego Hurtado en la Secretaría de Políticas y Planeamiento; el también físico Juan Pablo Paz en la Secretaría de Articulación Científica y Tecnológica; el economista Fernando Peirano en la Agencia I+D+i y la química Ana Franchi en CONICET.
Salvarezza definió como su prioridad en el corto plazo frenar la salida de científicos que se produjo en los años anteriores, a través de la recomposición de los salarios que calificó como "los más bajos de la región". Dijo además que la urgencia estaba en mejorar las "becas que están en nivel de pobreza y subsidios que no permiten cumplir con los objetivos". En diciembre de 2019 anunció el pago de un bono de 9000 pesos para el personal de CONICET hasta que se determinara el aumento definitivo. Además garantizó que las investigaciones no se verían alcanzadas por el impuesto del 30% al dólar y que los investigadores no verían congelada su movilidad jubilatoria, ambas medidas estipuladas por la ley de emergencia.
Uno de los ejes de la gestión de Salvarezza es el trabajo conjunto del Ministerio de Ciencia y Tecnología con otras carteras del gabinete nacional como Desarrollo Social, Seguridad, Salud, Ambiente y Desarrollo Productivo para resolver problemas concretos de la sociedad. En el ámbito social, Salvarezza se comprometió a que el ministerio aporte soluciones para el programa Argentina contra el hambre. Con el Ministerio de Ambiente se comprometieron a que las instituciones científicas y académicas realicen monitoreos de los indicadores ambientales y planifiquen en conjunto un modelo de desarrollo que luche contra el cambio climático e impulse la forestación sustentable y la agroecología. Con el Ministerio de Seguridad se acordó aportar desarrollos de software y también investigaciones sociales sobre prevención de la violencia y diagnóstico en relación con el medio socioeconómico.
En 2021 se aprobó la Ley de Financiamiento del Sistema Nacional de Ciencia, Tecnología e Innovación, que establece el incremento progresivo del Presupuesto Nacional destinado a la ciencia y la tecnología, hasta alcanzar en el año 2032 el 1% del PBI.
La Unidad Coronavirus es un ente creado en Argentina a mediados de marzo de 2020 con el fin de llevar adelante "proyectos de investigación y desarrollo tecnológico con capacidad de dar respuesta a la pandemia de COVID-19 en el país". Está integrada por el MinCyT, CONICET y la Agencia I+D+i. 

### Política en transporte y energía
El 29 de diciembre YPF, empresa petrolera estatal, anunció un incremento del 5 % en el precio de los combustibles a partir de la medianoche, decisión acordada por el directorio de la gestión anterior y anunciada por el nuevo presidente de la empresa Guillermo Nielsen. Esta medida, luego de su anuncio, fue pospuesta por el presidente Fernández. El 2 de marzo, YPF aumentó entre 12 y 15 centavos el litro de nafta, un incremento del 0,24 %.
El 2 de enero, el ministro de Transporte Mario Meoni anunció el congelamiento de las tarifas de los servicios de transporte en el área metropolitana de Buenos Aires por un periodo de 120 días. Posteriormente la media fue extendida a las restantes provincias del país.
En lo que respecta al transporte aéreo, Meoni aseguró que el gobierno no buscaba desplazar a las empresas low cost del mercado nacional pero sí que les exigirán cumplir con rutas que no son «100 % rentables». En la empresa estatal Aerolíneas Argentinas asumió la dirección Pablo Ceriani, quien había sido segundo de Mariano Recalde durante su gestión al frente de la aerolínea (2009-2015).

### Política en seguridad
El 6 de diciembre de 2019 se anunció que Sabina Frederic sería la ministra de seguridad del gobierno de Alberto Fernández, cargo que asumió el 10 de diciembre.
El 24 de diciembre, la ministra Frederic derogó la polémica resolución 1231/19 de por su predecesora Llamado protocolo General de Actuación de Registros Personales y Detención para Personas Pertenecientes al Colectivo LGBTI, destinada a penalizar a la población homosexual. Dicho protocolo fue denunciado ante la ONU como forma de penalizar y reprimir a las minorías sexuales
En enero lanzó una auditoría sobre la gestión anteror donde se detalló que en más del 80% de los operativos realizados en busca de sustancias ilícitas en ese lapso se secuestraron menos de 100 gramos de cocaína o cannabis, o menos de 50 unidades, en el caso de las sustancias de diseño. En el caso concreto de la marihuana, durante 2019 en el 93% de las incautaciones se secuestraron menos de 100 gramos. 
Frederick llevó adelante un consejo de profesionales para establecer un reglamento sobre el uso de las pistolas taser y dejó sin efecto el traspaso de uno de los hoteles de  la  Unidad Turística Chapadmalal a la Gendarmería, abriéndolo nuevamente a la ciudadanía. Ese mismo día, en una entrevista a Radio Metro, la ministra Frederic se manifestó a favor de la despenalización de la marihuana para uso médico, al afirmar que «hay que avanzar hacia la regulación del consumo de cannabis, inclusive sobre la producción para el consumo. Hay que dar un debate». Durante la campaña, el actual presidente Alberto Fernández se manifestó a favor de la iniciativa. En 2020 a raíz de varios informes de la Oficina Anticorrupción formo una auditoría sobre la gestión de su predecesor Patricia Bullrich que encontró inconsistencias presupuestarias: entre ellas sobreprecios en la 
Compra de sistemas de seguridad para pasos fronterizos a una firma a la que le pagó 35 millones de dólares (5 millones más de lo que ofrecían sus competidoras en la licitación), y a la que el Estado le pagó también el impuesto a las ganancias por 600 mil dólares a través de un ente cooperador.
. La auditoría encontró nuevas inconsistencias que llevaron a la imputación de  presidenta del PRO Patricia Bullrich, al ex jefe de Gabinete Marcos Peña y a un tercer funcionario por la compra de cuatro lanchas de patrullaje con un sobreprecio de 29.000.000 de dólares en 2016.

### Política en justicia y derechos humanos
Fernández designó a la abogada Marcela Losardo al frente del ministerio de Justicia. A través del decreto 54/2019 se dispuso el traspaso de la Oficina Anticorrupción del Ministerio de Justicia para ser un organismo desconcentrado dependiente de la Presidencia de la Nación. Se nombró como titular al fiscal Félix Crous.

#### Derechos humanos
El 6 de febrero, el presidente Alberto Fernández anunció que impulsará una ley contra el «negacionismo de la dictadura», similar a la ley francesa por el Holocausto, que contempla penas para quienes nieguen públicamente crímenes de lesa humanidad.

#### Género y diversidades
El 11 de diciembre de 2019, mediante el Decreto 15/2019 Fernández creó el Ministerio de las Mujeres, Géneros y Diversidad de la Nación Argentina y designó al frente a Elizabeth Gómez Alcorta. En agosto de 2020 se crea el Gabinete Nacional para la Transversalización de las Políticas de Género en el ámbito de la Jefatura de Gabinete de Ministros. El organismo se reunirá cada seis meses y se encuentra conformado por todos los ministros nacionales, la Ansés, la Agencia Nacional de Discapacidad (ANDIS), el INDEC y el PAMI.
En julio de 2020 anunció algunas de las medidas que se llevarán adelante durante su gestión. Uno de ellos es la creación de Centros Territoriales Integrales de políticas de género y diversidad en diversos puntos del país, que en principio funcionarán en 12 provincias y servirán como lugares de prevención y asistencia. Además trabaja en la regularización de inmigrantes y en un apoyo económico a las personas que se encuentran en riesgo de violencia de género.

### Política exterior

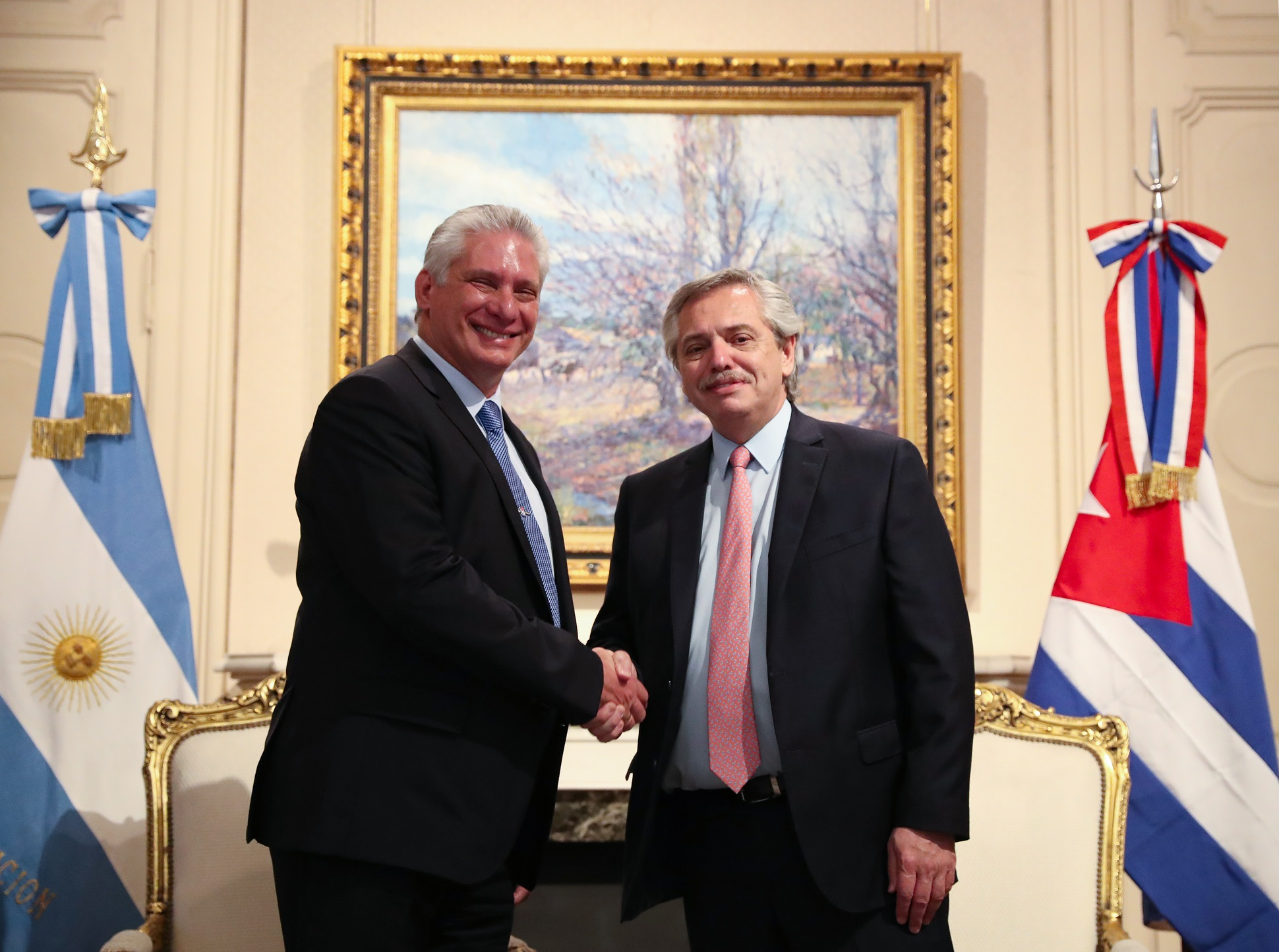
Fernández junto al presidente de Cuba Miguel Díaz-Canel en el salón Eva Perón de Casa Rosada.

El 11 de diciembre, en su primer día como primer mandatario, el presidente Alberto Fernández recibió en la Casa de Gobierno al presidente de Cuba Miguel Díaz-Canel, el ministro de Comunicación de Venezuela Jorge Rodríguez Gómez, y una delegación de Estados Unidos encabezada por el subsecretario del Departamento de Estado para Asuntos del Hemisferio Occidental Michael Kozak y el embajador de ese país en Argentina Edward Prado.

#### Cuestión de las islas Malvinas
El 3 de enero, el gobierno, a través de la Cancillería, emitió un comunicado donde reafirmó la soberanía argentina sobre las islas Malvinas, Georgias del Sur y Sandwich del Sur al cumplirse 187 años de la «ocupación ilegal por parte del Reino Unido», así como también instó a ese país a «reanudar el proceso negociador bilateral» para hallar «una solución pacífica y definitiva a la disputa». Al respecto, el presidente Alberto Fernández manifestó que las Malvinas son «una tierra a la que nunca vamos a renunciar y siempre vamos a reclamar como propia».

#### Relaciones con Bolivia
El 12 de diciembre arribó al país el expresidente de Bolivia Evo Morales, luego de dejar México donde permanecía tras su renuncia el 10 de noviembre, a quién se le concedió asilo político con estatus de refugiado. Lo hizo acompañado por su exvicepresidente Álvaro García Linera y otros exministros.
A su llegada el canciller argentino Felipe Solá declaró ante los medios:

Él se siente mejor acá que en México, que está lejos, y sus dos hijos están acá [...] Vino para quedarse y se quedará como refugiado.

#### Relaciones con Chile
El 22 de diciembre, el presidente Alberto Fernández brindó una entrevista al programa La Cornisa del canal América, donde se refirió al accionar de las fuerzas de seguridad de Chile durante las protestas desde el mes de octubre, al afirmar que «recibí a las organizaciones de derechos humanos venezolanas, en 2013, cuando (el presidente de Venezuela Nicolás) Maduro, después de una manifestación apresó 800 personas. (El presidente de Chile Sebastián) Piñera metió presas a 2500 personas y nadie dijo nada» y agregó «tengo el mejor trato con Piñera y si puedo ayudar en algo, los voy a ayudar en lo que esté a mi alcance. Pero seamos justos, digamos todo». Tras sus dichos, el gobierno de Chile, a través de un comunicado del Ministerio de Relaciones Exteriores, solicitó al gobierno argentino «la conveniencia de no emitir opiniones sobre situaciones de política interna de los respectivos países».

#### Relaciones con Estados Unidos
El 30 de noviembre de 2020, Alberto Fernández mantuvo una conversación telefónica durante 35 minutos con el presidente electo de los Estados Unidos Joe Biden.
En la llamada se conversó acerca de la situación económica de América Latina y ambos presidentes expresaron su deseo de trabajar en conjunto.

#### Relaciones con Venezuela
El 5 de enero, fuerzas de la Policía Nacional Bolivariana de Venezuela impidieron el ingreso a la Asamblea Nacional de 40 diputados opositores, entre ellos Juan Guaidó, presidente de la Asamblea, evitando que parte de la oposición de ese país participe de la votación para elegir nuevas autoridades, donde el diputado oficialista Luis Parra se autoproclamó presidente. El hecho fue condenado por los gobiernos de Colombia, Brasil, Chile, Ecuador, Paraguay, Bolivia, Costa Rica, Estados Unidos, España y Portugal, además de la Organización de los Estados Americanos y el Grupo de Lima, a la que se sumó el gobierno de Argentina, que decidió no apoyar el comunicado del Grupo de Lima, pero sí emitir un comunicado de la cancillería donde «lamenta los hechos de hostigamientos hacia diputados y periodistas al ingresar al recinto» y llama a recuperar el diálogo entre las fuerzas políticas de Venezuela.

#### Relaciones con Uruguay
En julio de 2021, Uruguay anunció que comenzaría a conversar con terceros países para negociar “acuerdos comerciales extrazona”, en contraposición a Argentina que no aceptaba modificar el régimen existente. Luis Lacalle Pou fue confrontado por Alberto Fernández en un áspero cruce diplomático. En agosto de 2021, se resolvió que Uruguay apoyaría la candidatura del Presidente Argentino para encabezar la Celac y Argentina no obstaculizaría los contactos comerciales de Uruguay por afuera del Mercosur.

#### Relaciones con Rusia
El 2 de febrero del 2022, poco antes de la invasión de Rusia a Ucrania, el presidente de Argentina, Alberto Fernández, ofreció su país (Argentina) a Rusia como “puerta de entrada” a América Latina durante una reunión en el Kremlin con su homólogo ruso, Vladímir Putin. Esta actitud fue criticada tanto en ámbitos nacionales como internacionales por su falta de timing, dado que a los pocos días, tropas rusas invadieron Ucrania.

#### Gira europea de 2020
El 23 de enero el presidente Alberto Fernández realizó su primer viaje al exterior, junto al canciller Felipe Solá y al gobernador de Buenos Aires Axel Kicillof, a la ciudad de Jerusalén en Israel, para participar de la 75.º conmemoración de la liberación del campo de concentración de Auschwitz junto a otros 40 líderes del mundo. Al día siguiente se reunió con el presidente israelí Reuven Rivlin y con el primer ministro Benjamín Netanyahu, donde ratificó su compromiso de esclarecer los atentados de la AMIA (1994) y de la embajada de Israel (1992) y pidió un «nunca más contra cualquier genocidio», mientras que Netanyahu prometió «fortalecer la amistad y aprovechar las oportunidades» y le felicitó por mantener la clasificación de Hezbollah como organización terrorista, medida tomada por el expresidente Macri en 2019 y que cuestionaba Fernández por ser Hezbollah un partido político reconocido en Líbano. A su regreso a la Argentina, Fernández se refirió al conflicto israelí-palestino al mencionar que Argentina reconoce «la existencia de los dos Estados y siempre propició la convivencia pacífica» y deseó que Israel logre «la paz con sus vecinos y especialmente con el pueblo palestino».
El 31 de enero, el presidente Fernández comenzó una gira europea, primero visitando al papa Francisco en la Ciudad del Vaticano, en una reunión que duró 44 minutos en la biblioteca del Palacio Apostólico. Luego el mandatario en conferencia de prensa mencionó que «el Papa va a hacer lo que pueda hacer para ayudarnos. El Papa es un argentino preocupado por su patria y por su gente», sobre la grieta «el Papa comparte una suerte de obsesión, que es terminar con la disputa entre los argentinos»; en cuanto al proyecto de despenalización del aborto, Fernández afirmó que «no se tocó el tema», sin embargo la oficina de Prensa de la Santa Sede emitió un comunicado donde afirma que se habló de «la protección de la vida desde su concepción». Luego del comunicado, el propio presidente manifestó que el tema del aborto se habló no con el papa sino con el secretario de Estado del Vaticano Pietro Parolin, quien le manifestó «su preocupación por el tema y me recordó que la posición de la iglesia siempre es la defensa de la vida desde la concepción». Tras la aclaración, la oficina de Prensa de la Santa Sede emitió un nuevo comunicado donde consta que algunos de los temas «han sido examinados en el curso del encuentro con la Secretaría de Estado, otros en el marco del encuentro con el Santo Padre». Al día siguiente, el presidente brindó una entrevista a Radio 10 donde afirmó «todos saben cuál es mi posición, que no es en contra de la Iglesia (por estar a favor de la legalización). Es una posición de salud pública. Con el Papa el tema ni lo rocé. El secretario de Estado hizo una mención para 'fijar soberanía'.» Posteriormente se reunió con el primer ministro italiano Giuseppe Conte y con el presidente Sergio Mattarella, quienes le manifestaron su apoyo para «resolver el problema de nuestra deuda».
El 1 de febrero, Fernández visitó la sede central de la Organización de las Naciones Unidas para la Alimentación y la Agricultura, donde se reunió con el director general Qu Dongyu quien le ofreció que los técnicos de la FAO trabajen con el ministerio de Desarrollo Social en «pos de mejorar las condiciones para que la Argentina alimente adecuadamente a los argentinos y para que la alimentación llegue a todos los argentinos». El 3 de febrero llegó a Berlín, Alemania donde desayunó con empresarios alemanes, mencionó que Argentina es «un paciente en terapia intensiva», realizó un pedido de comprensión y ayuda, y se comprometió a mantener la disciplina fiscal y a flexibilizar el cepo cambiario, y anunció que mandaría un proyecto de ley al congreso para promover las inversiones en el yacimiento petrolero Vaca Muerta, y visitó la sede mundial de la automotriz Volkswagen, quienes anunciaron una inversión de $800 millones de dólares para desarrollar un nuevo modelo en la planta de General Pacheco, en la provincia de Buenos Aires.
Hacia la tarde se reunió con la canciller Angela Merkel, que afirmó que ambos países son «socios estrechos» y sabe «que la Argentina no se encuentra en una situación económica fácil, y por eso es importante pensar cómo desde Alemania, desde Europa, podemos apoyarlos, y ayudarlos», prometió su respaldo a la propuesta argentina de reprogramar hasta 2024 los vencimientos de deuda con el FMI y reclamó por la deuda con la empresa Hochtief por el congelamiento de tarifas en el peaje del puente Rosario-Victoria que fue llevado a juicio ante el CIADI en 2016 por un valor de $13 millones de dólares, la construcción de la represa Chihuido, la situación política de América Latina y la puesta en marcha del acuerdo UE-MERCOSUR;  mientras que el mandatario considera a Alemania «un modelo que miramos de cerca», expresó su deseo de «reforzar estas relaciones de amistad» y espera «seguir fortaleciendo» el camino entre la Unión Europea y el Mercosur.
El 4 de febrero viajó hacia Madrid, España donde se reunió con el presidente del Gobierno español Pedro Sánchez y el rey Felipe VI, quienes le transmitieron «la solidaridad del Gobierno español para superar la difícil situación económica y social que vive la Argentina, así como el respaldo en el proceso de renegociación de la deuda» y que esta reunión significó un «importante impulso a las relaciones bilaterales, ahora de la mano de dos gobiernos progresistas». Luego el presidente Fernández confirmó que el dirigente radical Ricardo Alfonsín será el embajador en España.

## Actividad posterior

### Renuncia a la presidencia del Partido Justicialista
El 9 de agosto de 2024, tras la difusión de imágenes que mostraban a la ex primera dama Fabiola Yáñez con signos de violencia, en medio de una denuncia presentada por Yáñez contra el expresidente, se hizo pública la renuncia de Alberto Fernández a la presidencia del Partido Justicialista (PJ), cargo que ocupaba desde mediados de 2021. Fernández ya había solicitado una licencia en marzo del mismo año, en medio de fuertes cuestionamientos internos dentro del peronismo. Su renuncia fue formalizada el 14 de agosto de 2024.
En su carta de renuncia, Fernández declaró que su decisión se basó en la necesidad de preservar el «honor» del Partido Justicialista y evitar que su situación personal se utilizara para distraer la atención de los problemas del país.

"Ante diversas manifestaciones periodísticas y la denuncia relacionada a cuestiones de género que son de público conocimiento y para no manchar los honores que me merece el Partido Justicialista, tengo el deber político y moral de expresarme, aguardando que la situación se aclare.

De ninguna manera voy a hacer que el gobierno aproveche esta denuncia en mi contra para ocultar los terribles problemas que tiene nuestro pueblo argentino.

Convencido que nuestra organización partidaria no convalida el silencio y creyendo prudente no intervenir en ningún proceso judicial, siempre teniendo en alto el legado de Juan Domingo Perón y Eva Perón con mucho dolor eh decidido renunciar a la presidencia del Partido Justicialista Nacional".
Alberto Fernandez

## Controversias

### Críticas por supuestos dichos racistas
El 9 de junio de 2021, durante una reunión con líderes empresariales junto al presidente de España, Pedro Sánchez, en la Casa Rosada, Fernández mencionó los vínculos históricos entre Argentina y Europa. En su declaración, afirmó: "Los mexicanos salieron de los indios, los brasileños salieron de la selva, pero los argentinos llegamos de los barcos, y eran barcos que vinieron de Europa". Fernández atribuyó erróneamente esta cita al poeta mexicano Octavio Paz, aunque en realidad provenía de una canción del músico argentino Litto Nebbia. Ante las críticas que surgieron por sus comentarios, Fernández se disculpó en Twitter y al día siguiente envió una carta al director del Instituto Nacional contra la Discriminación, la Xenofobia y el Racismo (INADI), para aclarar sus palabras.

### Discrepancia con la Corte Suprema de Justicia
En diciembre de 2022, Fernández tuvo un desacuerdo con la Corte Suprema de Argentina tras un fallo que ordenaba aumentar la proporción de fondos estatales destinados a la ciudad de Buenos Aires, que había sido recortada durante la pandemia en 2020. Fernández calificó el fallo de "injustificado" y afirmó que no lo acataría, lo que generó críticas de aquellos que consideraban que su postura socavaba el sistema judicial. Sin embargo, varios gobernadores provinciales apoyaron la posición de Fernández y criticaron la decisión judicial.
El 23 de diciembre de ese mismo año, Horacio Rodríguez Larreta por entonces jefe de Gobierno de Ciudad Autónoma, criticó públicamente la postura del expresidente, alegando que había decidido "romper el orden constitucional" y "atacar la democracia".
El 1 de marzo de 2023, durante la apertura de sesiones ordinarias en el Congreso Nacional, Fernández se dirigió a los miembros de la Corte Suprema, criticando nuevamente la medida:

…Mientras que muchas provincias necesitan realizar obras, que permiten asegurar servicios tan esenciales como el agua potable para sus habitantes, la Corte Suprema de Justicia de la Nacion aseguró cautelar a la Ciudad Autónoma de Buenos Aires (de) recursos coparticipables que no le corresponden, contrariando la Ley de Coparticipación Vigente. Le quita dinero a los que menos tienen, y destina esos mismo recursos a la ciudad más opulenta de la patria.

Que nadie se equivoque, soy orgullosamente porteño…
Fernández durante la apertura de sesiones ordinarias del año 2023, Argentina

### Comentarios polémicos en redes sociales y entrevistas
Antes de su presidencia, Fernández tuvo varios intercambios en Twitter (hoy "X") que algunos consideraron inapropiados, utilizando términos insultantes y despectivos en sus respuestas a otros usuarios. En diciembre de 2017, respondió a una usuaria sugiriendo que "mejor aprenda a cocinar":

"Nena, no es algo que me inquiete lo que vos creas. Mejor aprende a cocinar. Tal vez así logres hacer algo bien. Pensar no es tu fuerte. Está visto"
Fernández, 11 de diciembre de 2017

Durante su candidatura presidencial, medios de comunicación de Argentina se hicieron eco de comentarios antiguos en sus redes sociales, como al por entonces candidato a la presidencia José Luis Espert.
En junio de 2020, durante una entrevista con la periodista Cristina Pérez, Fernández le recomendó leer la Constitución cuando fue cuestionado sobre la posible expropiación de la empresa Vicentín.

### Comentarios sobre el caso del fiscal Alberto Nisman
En una entrevista de 2017 para la miniserie de Netflix Nisman: El fiscal, el presidente y el espía, Fernández expresó dudas sobre si el fiscal Alberto Nisman se había suicidado. Sin embargo, tras asumir la presidencia en 2020, Fernández declaró estar convencido de que se trató de un suicidio, tras haberlo cuestionado anteriormente.

### Controversia por videos de visitas durante el confinamiento
El 8 de agosto del 2024, el medio Infobae filtró videos donde aparecen Tamara Pettinato, conductora de radio e hija de Roberto Pettinato, y Fernández en la Casa Rosada durante el confinamiento por la pandemia de COVID-19. En los videos se ve a Pettinato hablando con Fernández en diferentes situaciones, en uno ella escribe una carta de amor y en otro está sentada en el sillón de Rivadavia bebiendo alcohol.
Luego de conocerse los videos, y replicarse en múltiples medios de comunicación, Pettinato manifestó que los videos fueron de un almuerzo luego de una entrevista en la Casa Rosada por un documental para la televisión china en enero del año 2022.
También se supo que el presidente recibía visitas personales de distintas mujeres en la quinta presidencial de Olivos sin respetar el ASPO.
El vocero presidencial Manuel Adorni, opinó sobre los videos calificándolos de «detestables» por no respetar las instituciones y la investidura presidencial. En la misma sintonía el presidente Javier Milei comentó «vergüenza es poco» en su cuenta personal de la red social X, y calificó la relación del expresidente con Pettinato como "prostitución" y "asociación ilícita".

## Causas judiciales

### CausaOlivosgate: acuerdo de reparación
El 14 de julio de 2020, durante el Aislamiento Social Preventivo y Obligatorio por la pandemia de COVID-19, el presidente Fernández participó en una celebración por el cumpleaños de la primera dama, Fabiola Yáñez. Este evento se llevó a cabo a pesar de las estrictas medidas de confinamiento que él mismo había promovido. Posteriormente, se difundieron fotos y videos de la celebración en los medios de comunicación, negando Fernández su responsabilidad en el hecho. Mientras esta filtración tenía lugar, se relevaron nuevas visitas a la Quinta Presidencial de Olivos durante el confinamiento. Entre los visitantes se encontraban distintas personalidades, trabajadores como un adiestrador de perros y una peluquera, etc.
Tras la publicación de estas imágenes, Fernández, Yáñez y los invitados que también estuvieron, Federico Abraham, Santiago Basavilbaso, Fernando Consagra, Florencia Fernández Peruilh, Rocío Fernández Peruilh, Emanuel López, Carolina Marafiotti, y Sofía Pacchi, fueron denunciados ante la Justicia.
El caso se resolvió cuando ambos acordaron un pago de reparación: el presidente se comprometió a pagar $1,6 millones de pesos y Yáñez, $1,4 millones, acuerdo que fue aceptado por el fiscal y homologado por un juez federal. Luego del acuerdo, el abogado Fernando Irazu buscó ser aceptado como “particular ofendido” en la causa y apeló la homologación. Su pretensión fue rechazada en primera y segunda instancia y en la Corte Suprema, lo que resultó en el cierre del caso, considerándose realizada la 'reparación integral del daño' imputado.
Actualmente el caso, denominado por los medios de comunicación como Olivosgate, continúa siendo tema discusión y debate en Argentina, habiéndose estudiado su impacto sobre la imagen electoral de Fernández y su gestión como presidente.

### Causa Seguros: irregularidades en los contrato de seguros
El día 26 de febrero de 2024, Osvaldo Giordano antes de abandonar su cargo de director ejecutivo en el ANSES, denunció que había un sobrecosto de entre 40% y 50% en contratación, dado que el expresidente ordenó que todos los seguros estatales tenían que pasar por Nación Seguros S.A. que, a su vez, contrataba a un broker y a empresas privadas.
A raíz de esto fue imputado por presunta comisión de los delitos de violación de los deberes de funcionario público y malversación de fondos donde se pide su investigación.

### Causa Yáñez: violencia de género
El 6 de agosto de 2024, Fabiola Yáñez denunció a Alberto Fernández por violencia física y de género. La denuncia surgió a raíz de un peritaje en el teléfono móvil de la secretaria del expresidente, realizado durante una investigación por contrataciones irregulares de seguros con fondos del Estado. Este peritaje reveló conversaciones e imágenes entre la secretaria y Yáñez con menciones a episodios de violencia de género ocurridos durante su convivencia en la Quinta presidencial de Olivos. En respuesta, el juez dictó una orden de restricción contra Fernández y le prohibió salir del país.
Fernández emitió un comunicado negando las acusaciones y prometió aportar pruebas ante la Justicia para demostrar su inocencia.
El 8 de agosto de 2024, se filtraron públicamente una serie de chats que presuntamente mantenía con Yáñez, los cuales incluían imágenes de la ex primera dama con signos claros de agresión.

## Distinciones

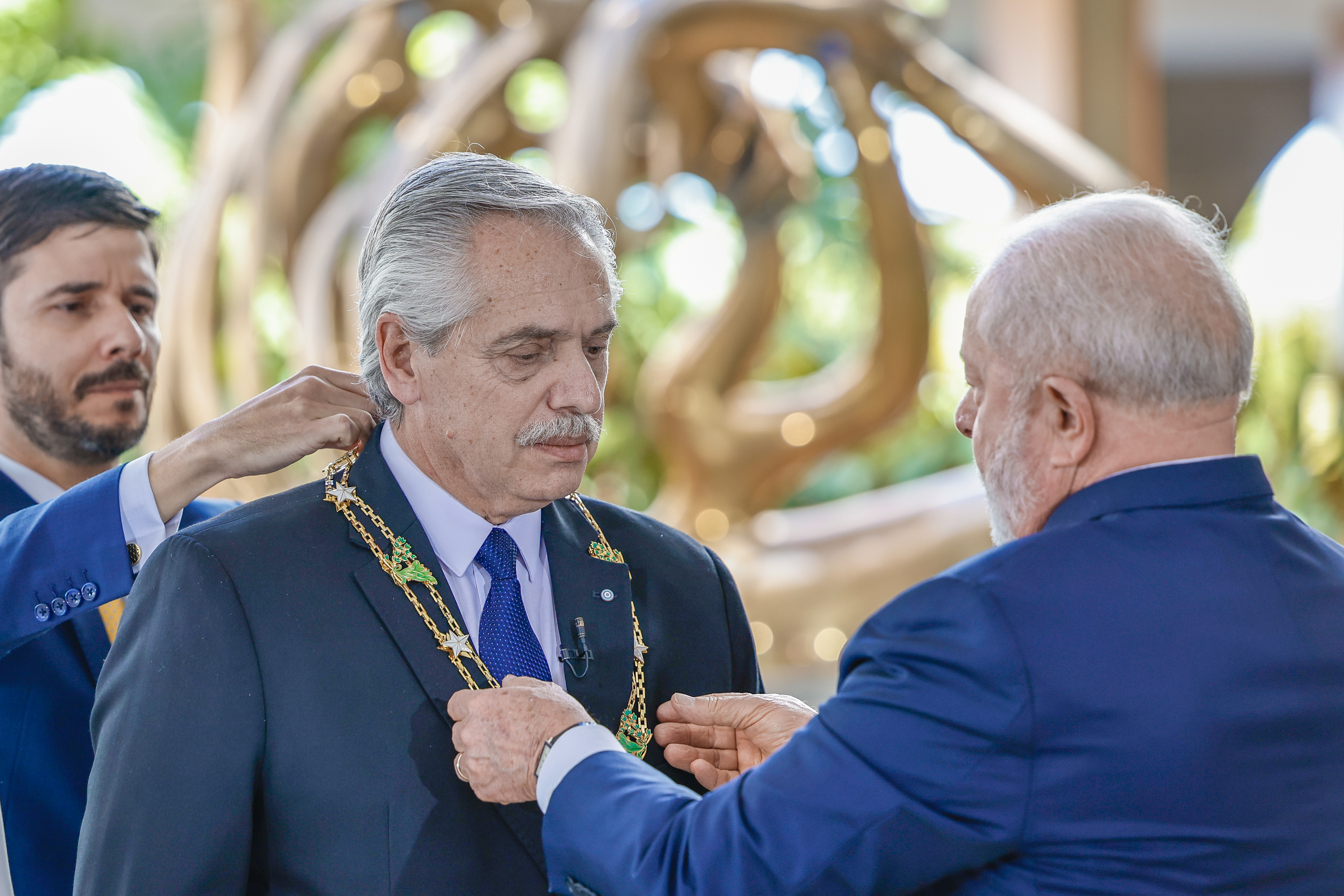
El presidente de Brasil, Lula da Silva entrega a Alberto Fernández la Orden de la Cruz del Sur con Distinción, el 26 de junio de 2023.

- Profesor honoris causa de la Universidad de Tsinghua, 4 de febrero de 2022.[612]
- Gran Collar de la Orden Nacional de la Cruz del Sur, 26 de junio de 2023.[613]

## Publicaciones
- Juicio a la impunidad (1985) Buenos Aires Ediciones Tarso, Colección Trenti Rocamora. En colaboración con Mona Moncalvillo y Manuel Martin. ISBN 9789509578036.[614][615]

- Defensa de la democracia: Nuevo enfoque sobre la represión de los delitos que atentan contra el orden constitucional (1985) Buenos Aires Ediciones Tarso, Universidad de Texas. En colaboración con Alberto Piotti. ISBN 9509578010.[616][617]
- Autoría y participación criminal (1987) En colaboración con Luis G. Pastoriza, con el prologo de Jaime Malamud Goti. ISBN 978-950-9039-33-9.[618]
- Elementos de derecho penal y procesal penal (1988) Buenos Aires, Lerner Editores Asociados. En colaboración con Esteban Righi, Luis Pastoriza y Enrique Bacigalupo. ISBN 9509039373.[619][620][621]
- Derecho penal: la ley, el delito, el proceso, la pena (1996) Buenos Aires, Editorial Hammurabi, Universidad de Michigan. En colaboración con Esteban Righi. ISBN 950891016X[622][623]
- Pensado y escrito. Reflexiones del presente argentino y dilemas de una sociedad fragmentada (2010). Buenos Aires, Ediciones B. ISBN 9789876270465.[624]
- Políticamente incorrecto: razones y pasiones de Néstor Kirchner (2011). Buenos Aires, Ediciones B. ISBN 9789876272681.[625]
- La justicia acusada (2020) Buenos Aires, Editorial Sudamericana. Compilación junto a Mauro Benente y Federico G. Thea. ISBN 978-950-07-6476-6.[626][627]